# Nissan Maxima
Nissan Maxima — седан бізнес-класу, що виробляється компанією Nissan з 1981 року.

## Початок (1977-1980)

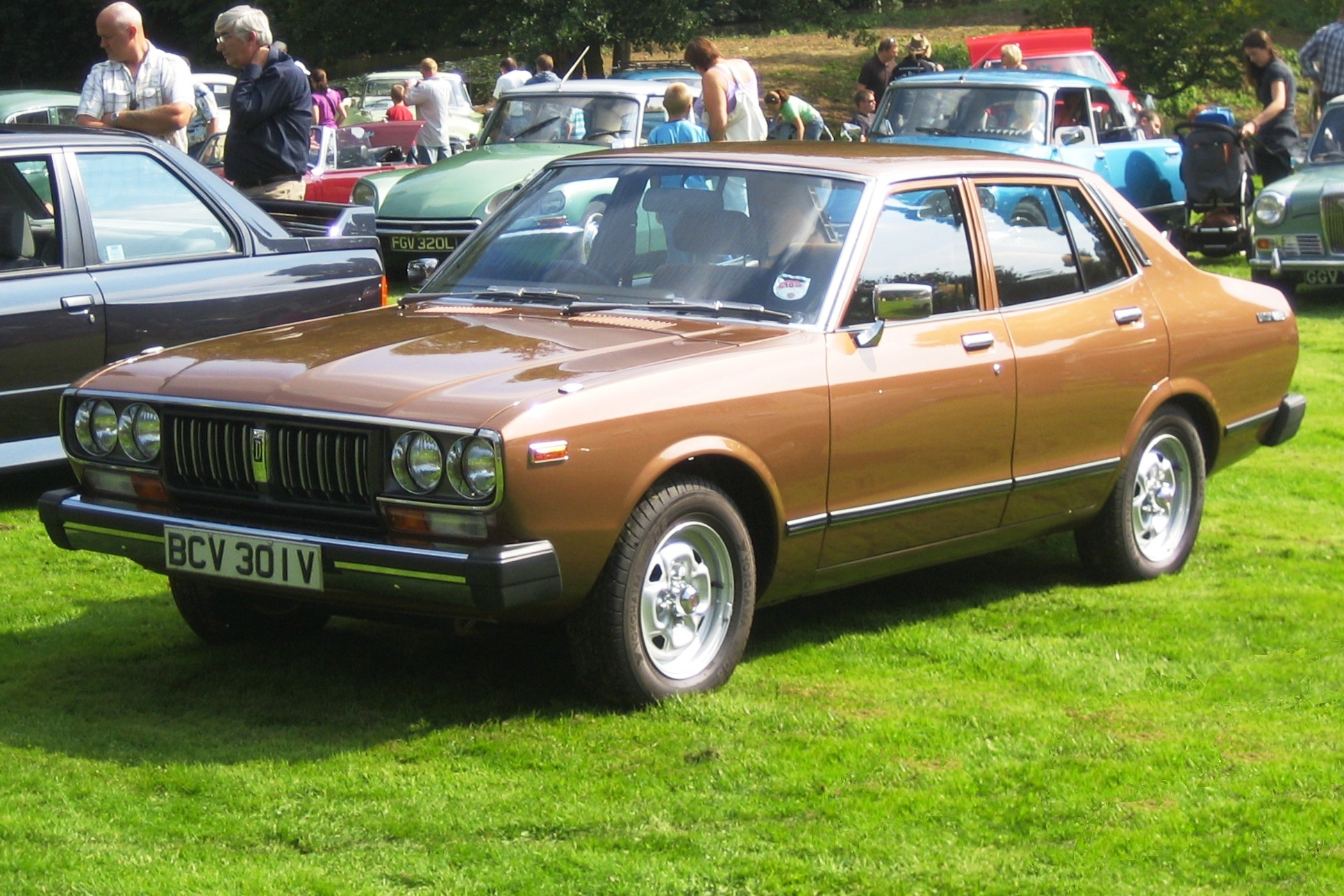
Datsun 810 седан

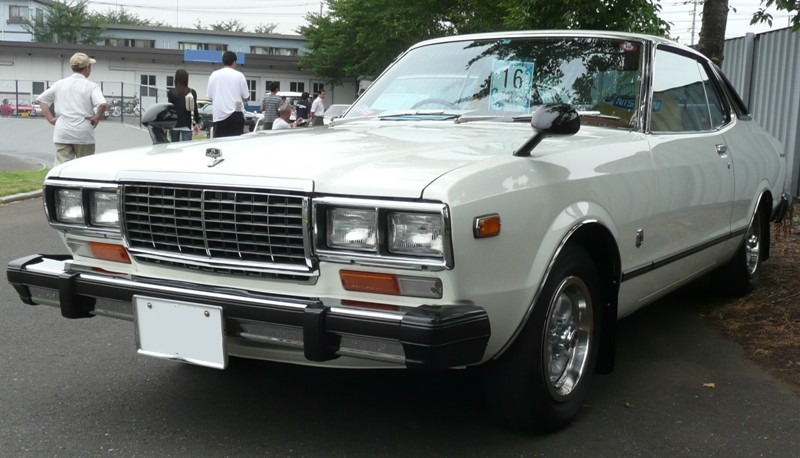
Datsun 810 купе

Почалося все в 1977 році з великого седана Datsun 810. Це була задньопривідна машина з шестициліндровим двигуном 2.4 від купе Datsun 240Z і напівзалежною задньою підвіскою. Крім класичного седана пропонувався ще й універсал, а в 1979-1980 роках Datsun 810 продавався також з кузовом купе.

### Двигуни
- 2.0 л L20/L20E I6
- 2.4 л L24/L24E I6

## Datsun/Nissan Maxima (1981-1984)

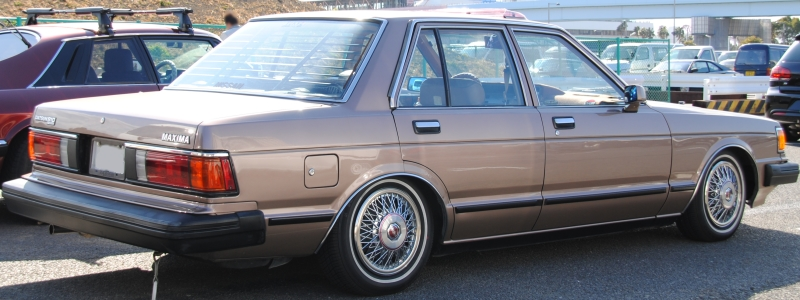
Datsun Maxima

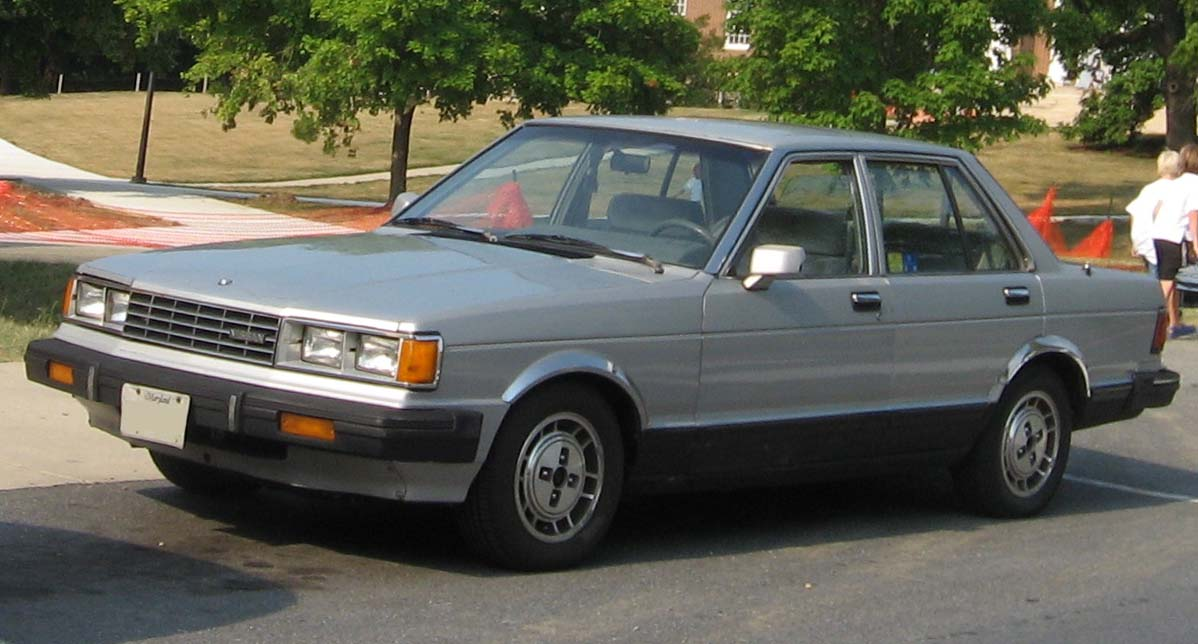
Nissan Maxima 1

На початку 1981 року в ніссанівських довідниках вперше стала фігурувати назва Maxima. Правда, це була ще не самостійна модель, а всього лише багато оснащений Nissan Bluebird для заокеанського ринку. До шестициліндрового двигуна потужністю 120 к.с., без змін взятому у попередника, додався 80-сильний дизель. Задня напівзалежна підвіска на діагональних важелях поступилася місцем незалежною. З'явилися дискові гальма на всіх колесах і автоматична трансмісія.

### Двигуни
- 2.4 л L24E I6
- 2.8 л LD28 I6 diesel

## Nissan Maxima U11 (1984-1988)

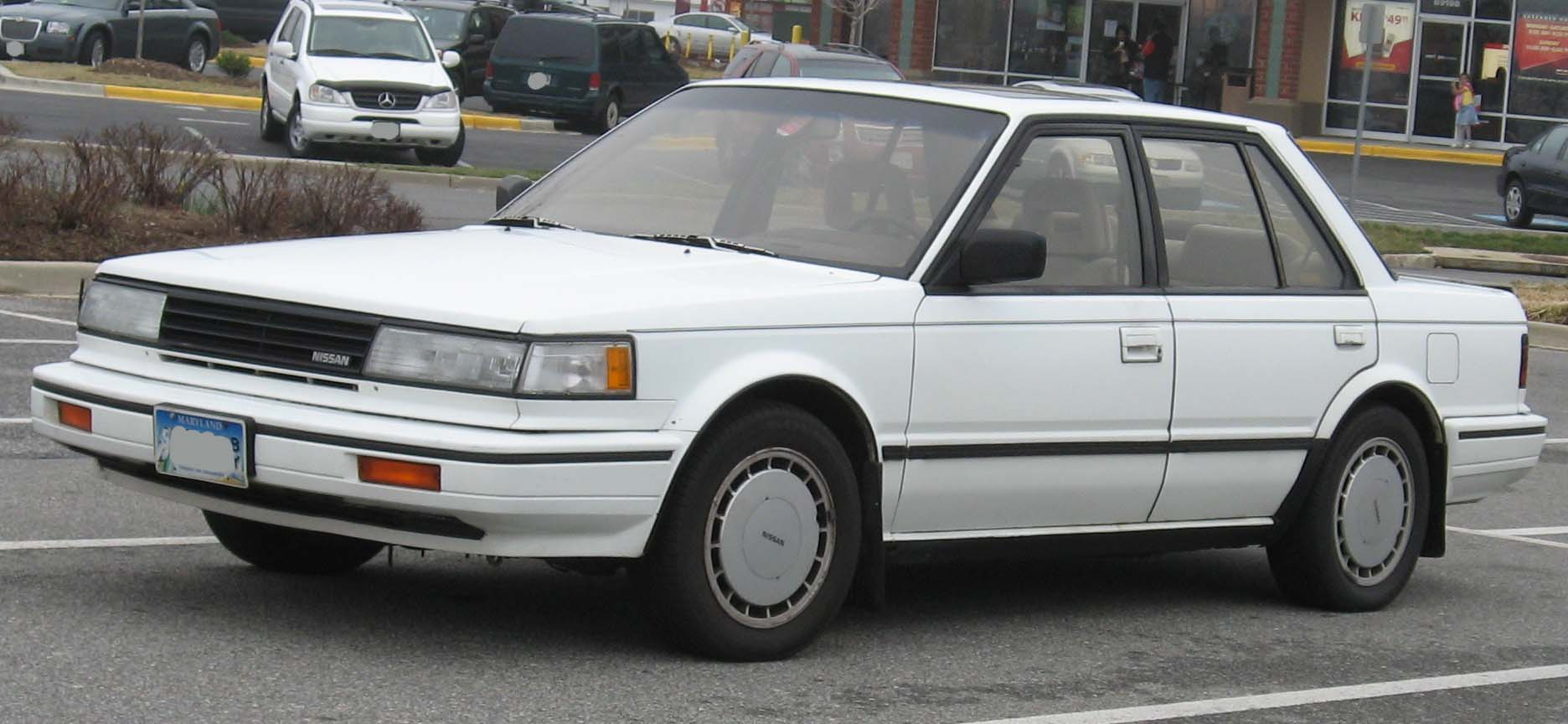
Nissan Maxima U11

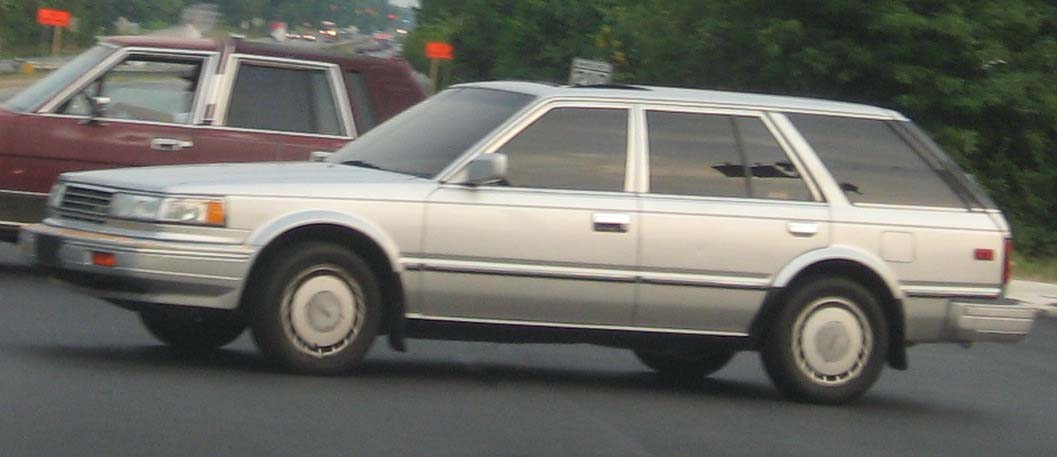
Nissan Maxima U11 Wagon (1985-1988)

Поява наступної моделі під назвою Nissan Maxima відбулося в жовтні 1984 року і являло собою варіант моделі Bluebird з 2,0-літровим V-подібним шестициліндровим двигуном, замість рядного, як в попередній версії. Автомобіль мав передній привід. Дизайн цієї модифікації майже не відрізнявся від базового Bluebird. Втім, потужний 170-сильний двигун з уприскуванням і турбонаддувом додав автомобілю прудкості (максимальна швидкість досягла 205 км / год), але і витрата палива була велика - до 16 л/100 км. В іншому Maxima (серія U11) нічим не відрізнялася від Bluebird.
З 1985 року виготовлявся також універсал під назвою Nissan Maxima Wagon.

### Двигуни
- 2.0 л VG20E/VG20ET V6 (Японія)
- 3.0 л VG30E V6

## Nissan Maxima J30 (1988-1994)

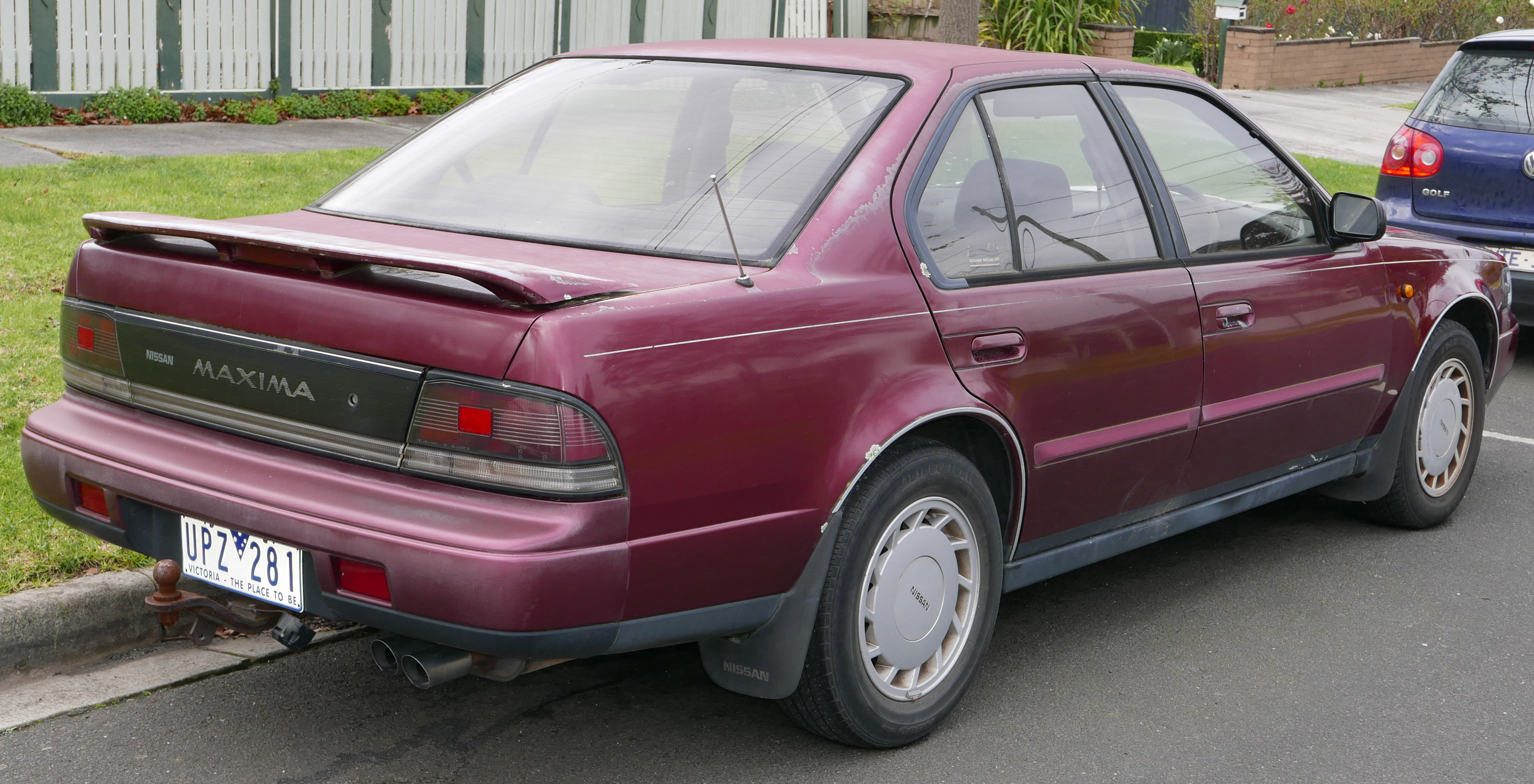
Nissan Maxima J30

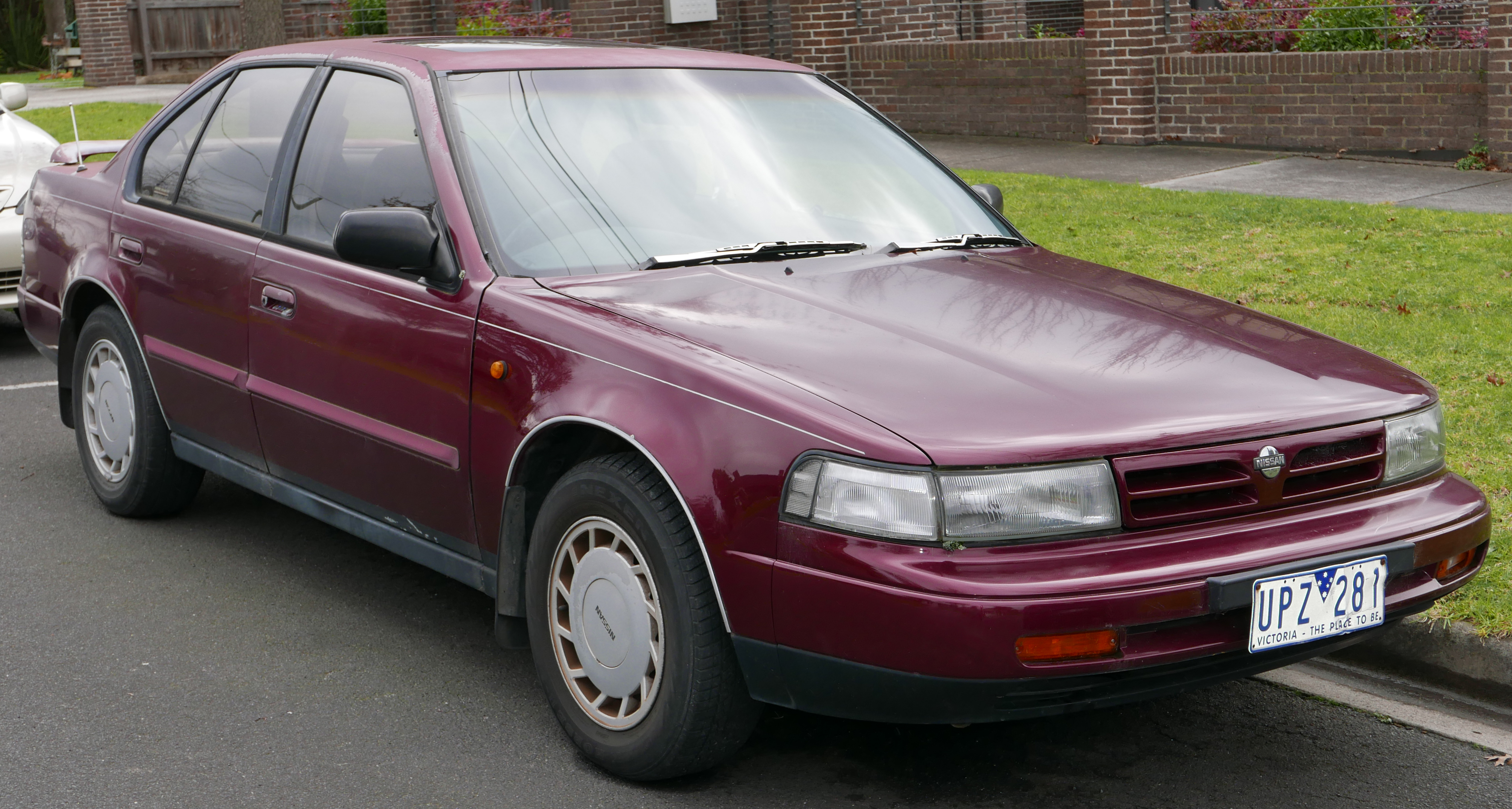
Nissan Maxima J30

Першу справжню Maxima концерн Nissan запустив у виробництво в жовтні 1988 року.
Нова серія J30 відрізнялася непомітним дизайном, але за рахунок солідних розмірів кузова (4780х1760х1405 мм) мала просторий салон і місткий 450-літровий багажник. Автомобіль оснащувався переднім приводом і 170-сильним 3,0-літровим двигуном V6, а також повним набором підвищують комфорт пристосувань, які на інші моделі ставили тільки за додаткову плату. Для північноамериканського ринку передбачався 24-клапанний варіант двигуна потужністю 195 к.с., який дозволяв розганятися до 220 км / год і досягати сотні за 8,8 с (10,7 з автоматом). Коробка передач або 5-ступінчаста механічна, або 4-діапазонний автомат. Підвіска всіх коліс незалежна зі стабілізаторами поперечної стійкості. Автомобіль відрізнявся багатим оснащенням, що включав кондиціонер, АБС і фронтальні подушки безпеки. Відмінне поєднання просторого салону, хорошої динаміки і доведеної до високих параметрів керованості дозволило моделі зайняти непогане місце на ринку.

### Двигуни
- 3.0 л VG30E V6
- 3.0 л VE30DE V6

## Nissan Maxima QX A32 (1994-1999)

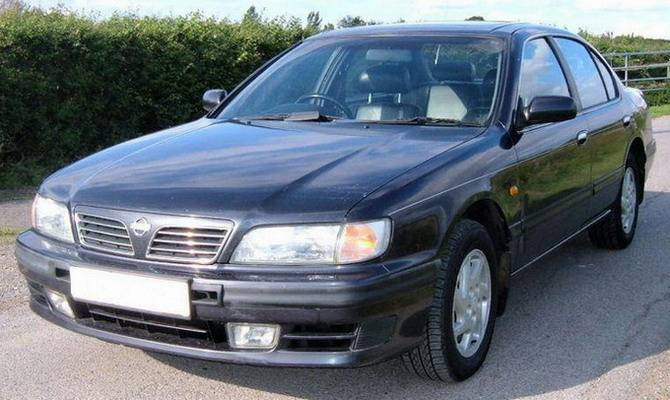
Nissan Maxima QX A32

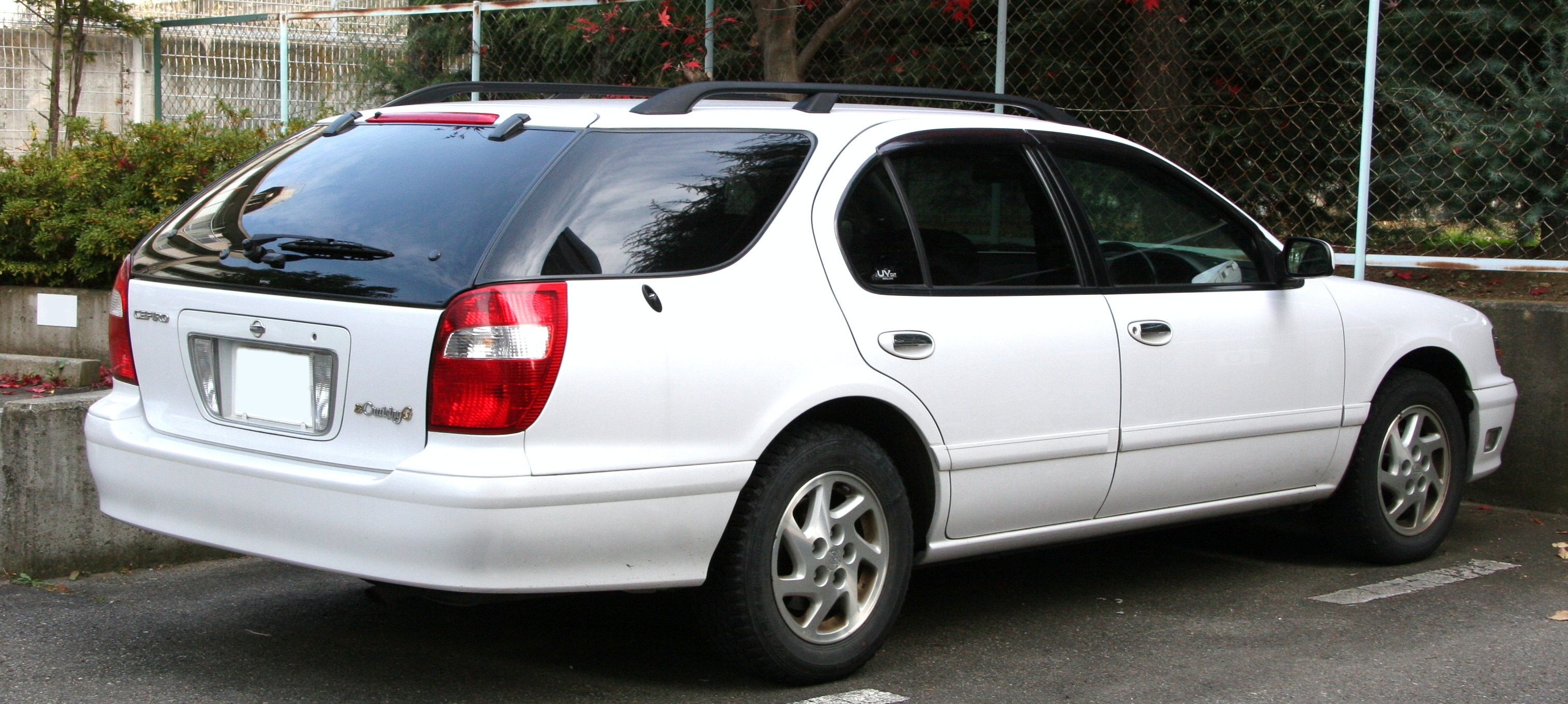
Nissan Cefiro Wagon (аналог Nissan Maxima QX Wagon)(1997-1999)

Наступне покоління Максими було представлено восени 1994 року. Разом з індексом QX машина отримала новий кузов.
Версії для різних ринків помітно відрізняються один від одного (так, на європейському QX задні ліхтарі об'єднані в суцільну смугу). Поєднання дуже комфортного і елегантного салону з непомітним і дуже функціональним оснащенням панелі приладів, на якій є всі належні шкали, індикатори і кнопки з важелями, виявилося оптимальним. Передні сидіння оснащені різними електрорегулюваннями, діапазон яких достатній для нормальної посадки людини зростанням навіть під два метри. Заднє сидіння просторе, проте його форма пристосована саме для поїздок двох людей, до того ж з підлоги виступає великий горб.
У керованості конструктори Nissan домоглися великих успіхів. Наявність багатоважільної балочної задньої підвіски Multi-link Beam, яка не дозволяє задньої осі переміщатись щодо кузова в поперечному напрямку (тяга Панара замінена подвійним важільним з'єднанням Скотта-Рассела). Передня підвіска залишилася типу McPherson, але теж була істотно переглянута. Рульове управління з гідропідсилювачем змінної дії має відмінний зворотний зв'язок, що дозволяє дуже точно і легко виконувати маневри на будь-яких швидкостях руху, а також дуже швидко стабілізує автомобіль при виході на пряму. У поєднанні з ефективними гальмами і чотирьохканальною АБС. Це підняло активну безпеку автомобіля на нову висоту і було по достоїнству оцінена споживачами. Підвіска досить комфортабельна, але на швидкостях 40-70 км / год досить активно реагує на дрібні нерівності, передаючи удари на кузов, який до того ж на швидкостях, близьких до максимальних, починає резонувати в поєднанні зі свистом від набігаючого вітру і шумом покришок.
Maxima QX випускалася у варіантах з V-образними 2,0 -, 2,5 - і 3,0-літровими (потужністю 140, 190 і 193 к.с. відповідно) шестициліндровими 24-клапанними двигунами полегшеного типу. Їх ще дообладнували і спеціальними гідравлічними опорами, які приглушують всі коливання (на моделі з 3,0-літровим двигуном ще й з активним управлінням). Разом узяте це забезпечило чудові характеристики комфорту, динаміки (на третій передачі автомобіль легко розганяється до 110 км / год) і безпеки (подушки для водія і пасажира входять в стандартну комплектацію). Автоматична трансмісія працює дуже чітко і практично без затримок. Агрегатувати її краще з потужнішими двигунами, так як 2,0-літровий дуже важко розганяє цей 2-тонний седан (14,1 с до 100 км/год).
Для ринку США  попонувався тільки трьохлітровий 190-сильний V6 двигун.
Моделі SE оснащені підігрівом сидіннями з автоматичним приводом регулювання положення, шкіряною обробкою сидінь і салону, автоматичним повітряним кондиціонером, системою круїз-контролю, замками "суперлок", іммобілайзером, протиблокувальною системою гальм і рульовим приводом з підсилювачем і регульованою рульовою кододкой.
Через три роки після дебюту седана, восени 1997 року, на арену вийшла Maxima QX з кузовом універсал, але ця модель поширена порівняно мало.

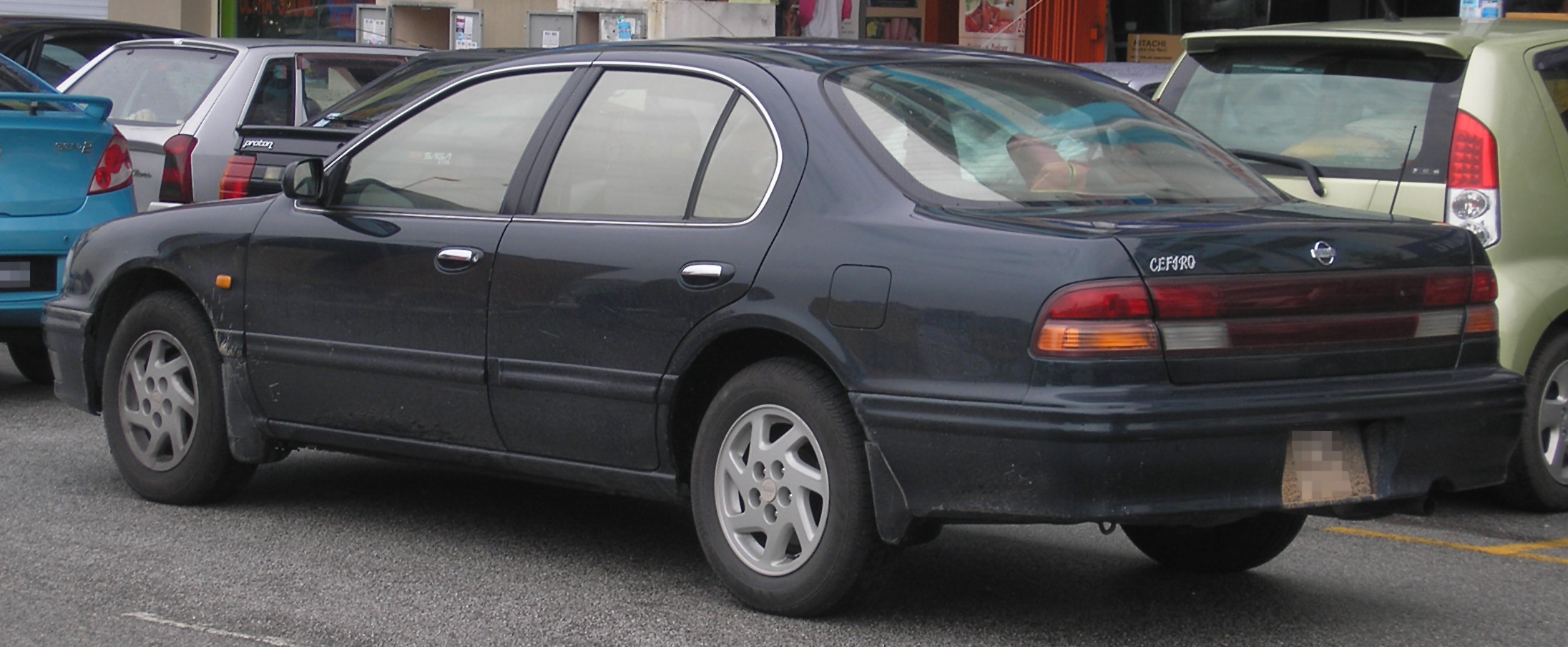
Nissan Cefiro A32 (аналог Nissan Maxima QX) (1994-1996)
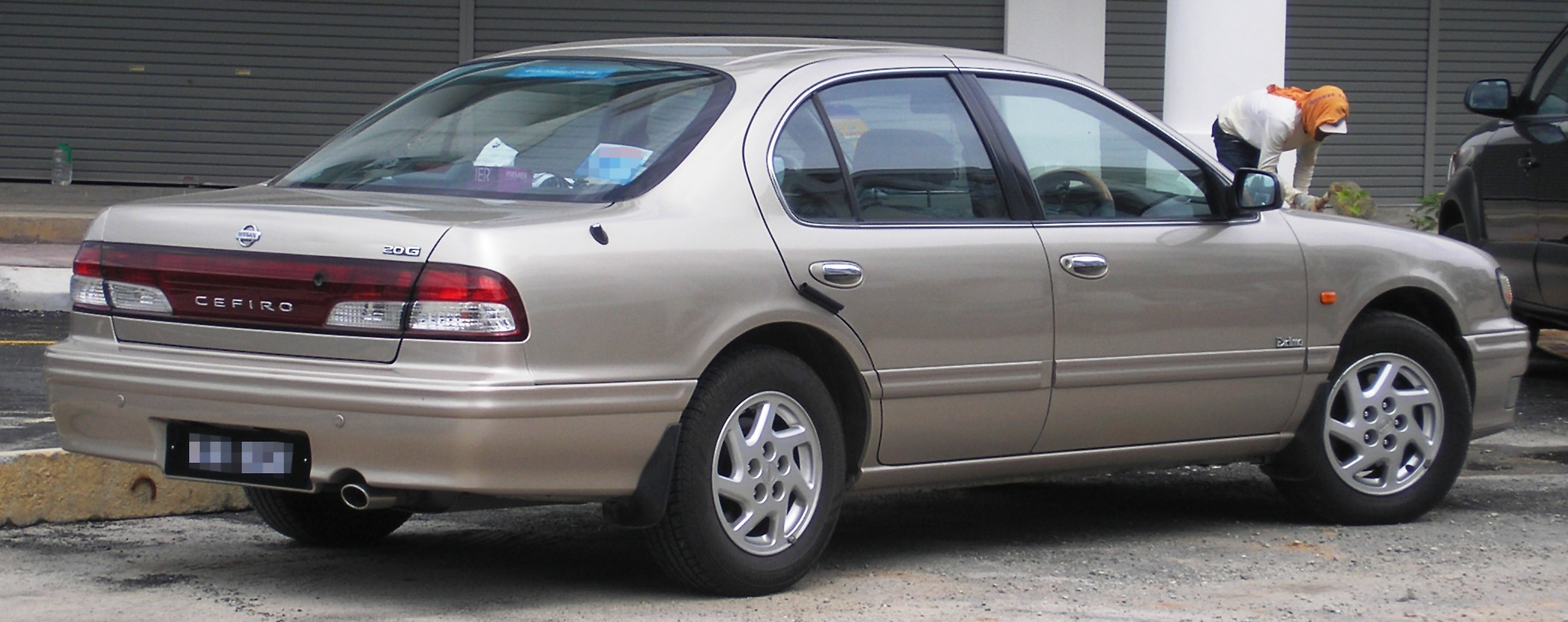
Nissan Cefiro A32 (1997-1999)
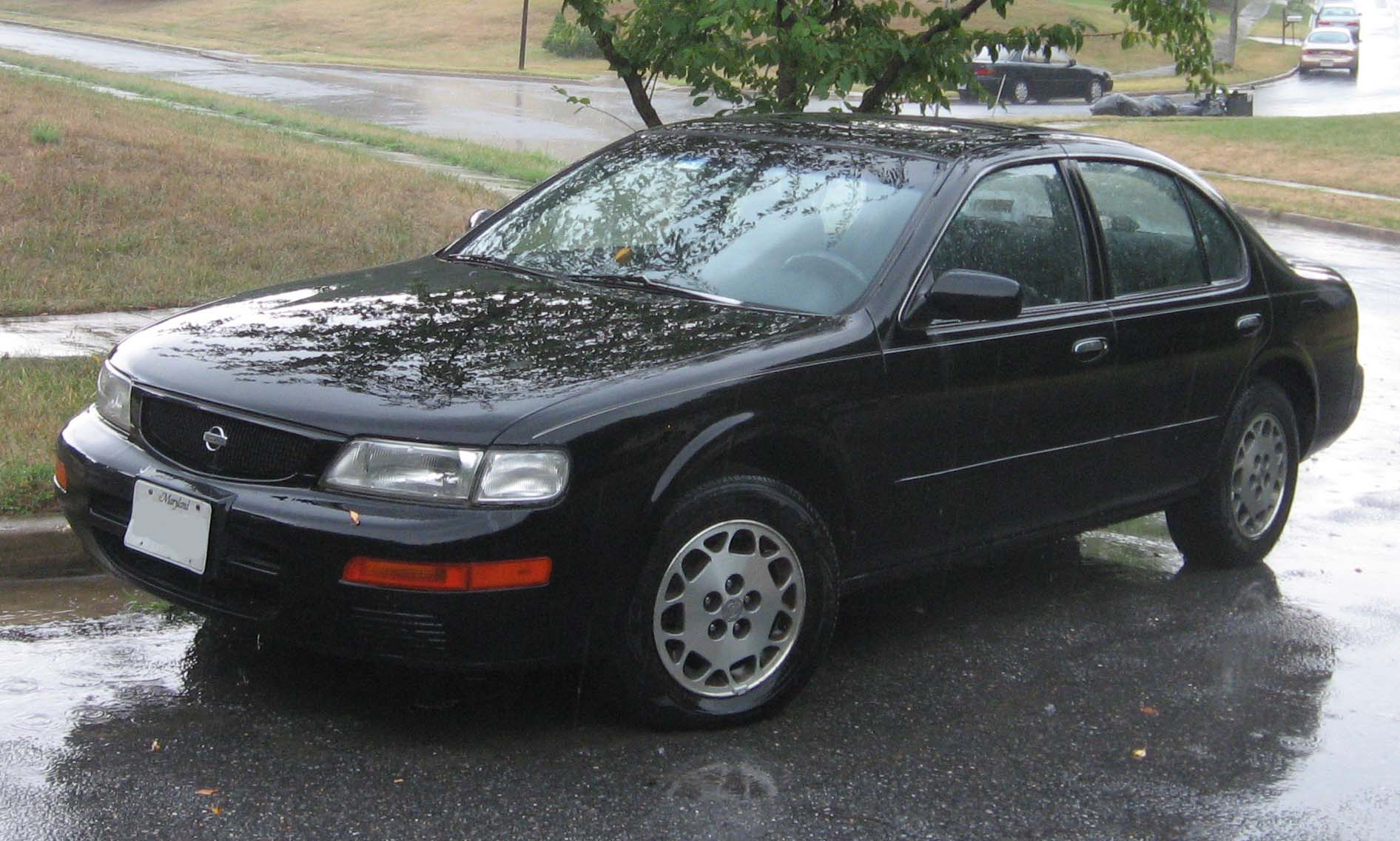
Nissan Maxima A32 для ринку США (1995-1996)
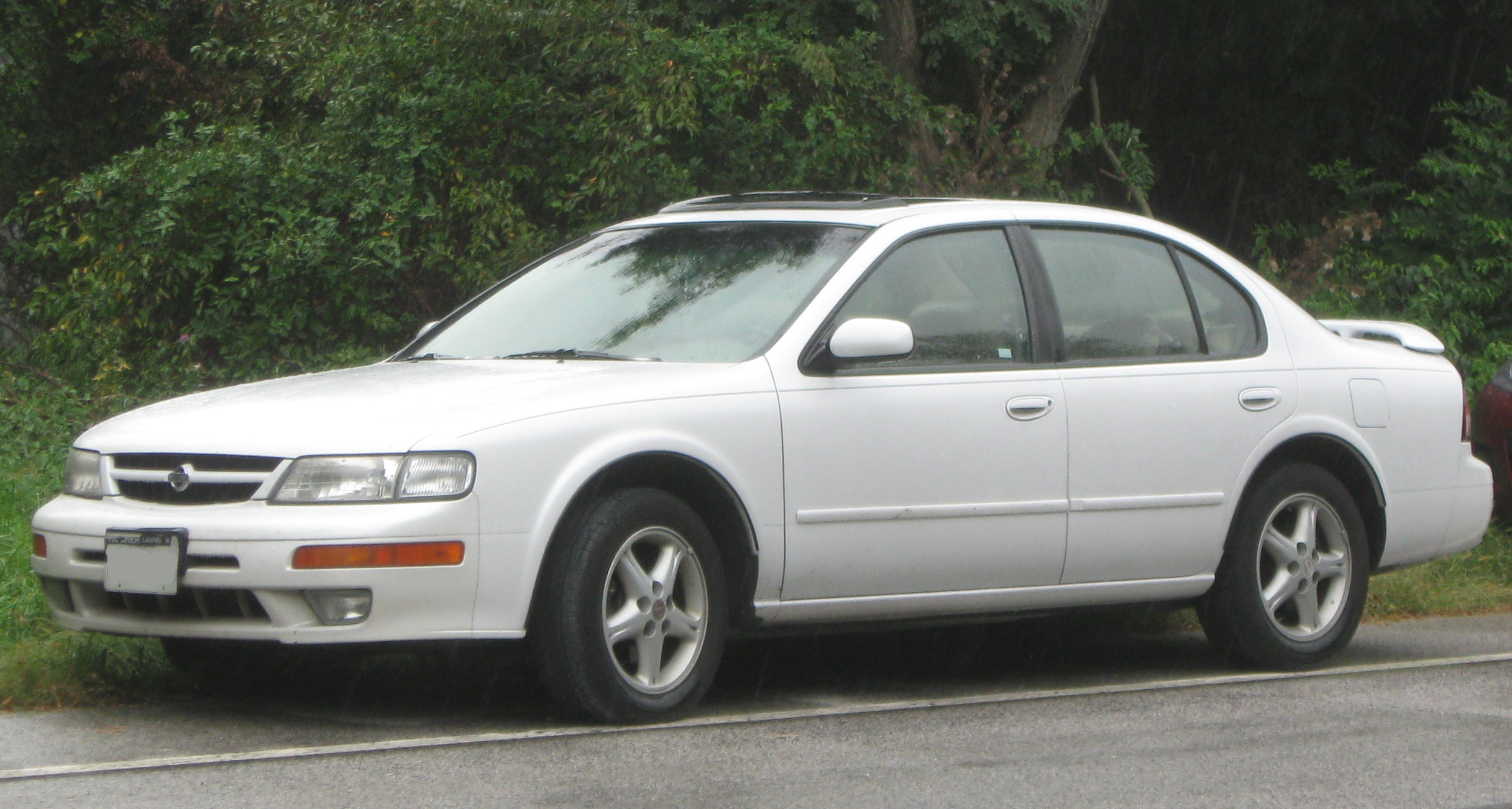
Nissan Maxima A32 для ринку США (1997-1999)

### Двигуни
- 2.0 л VQ20DE V6
- 2.5 л VQ25DE V6
- 3.0 л VQ30DE V6

## Nissan Maxima QX A33 (2000-2004)

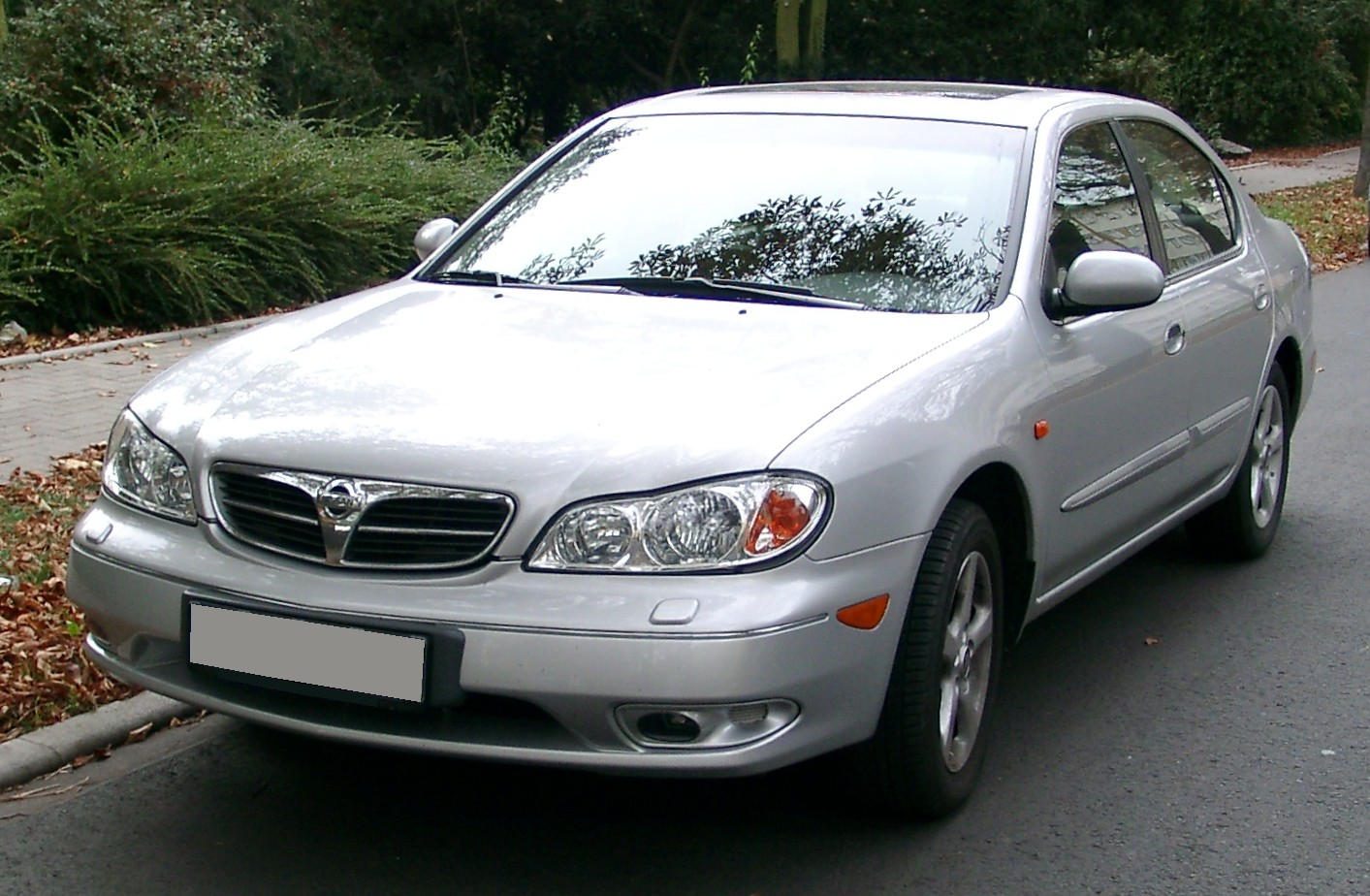
Nissan Maxima QX A33 (2000-2004)

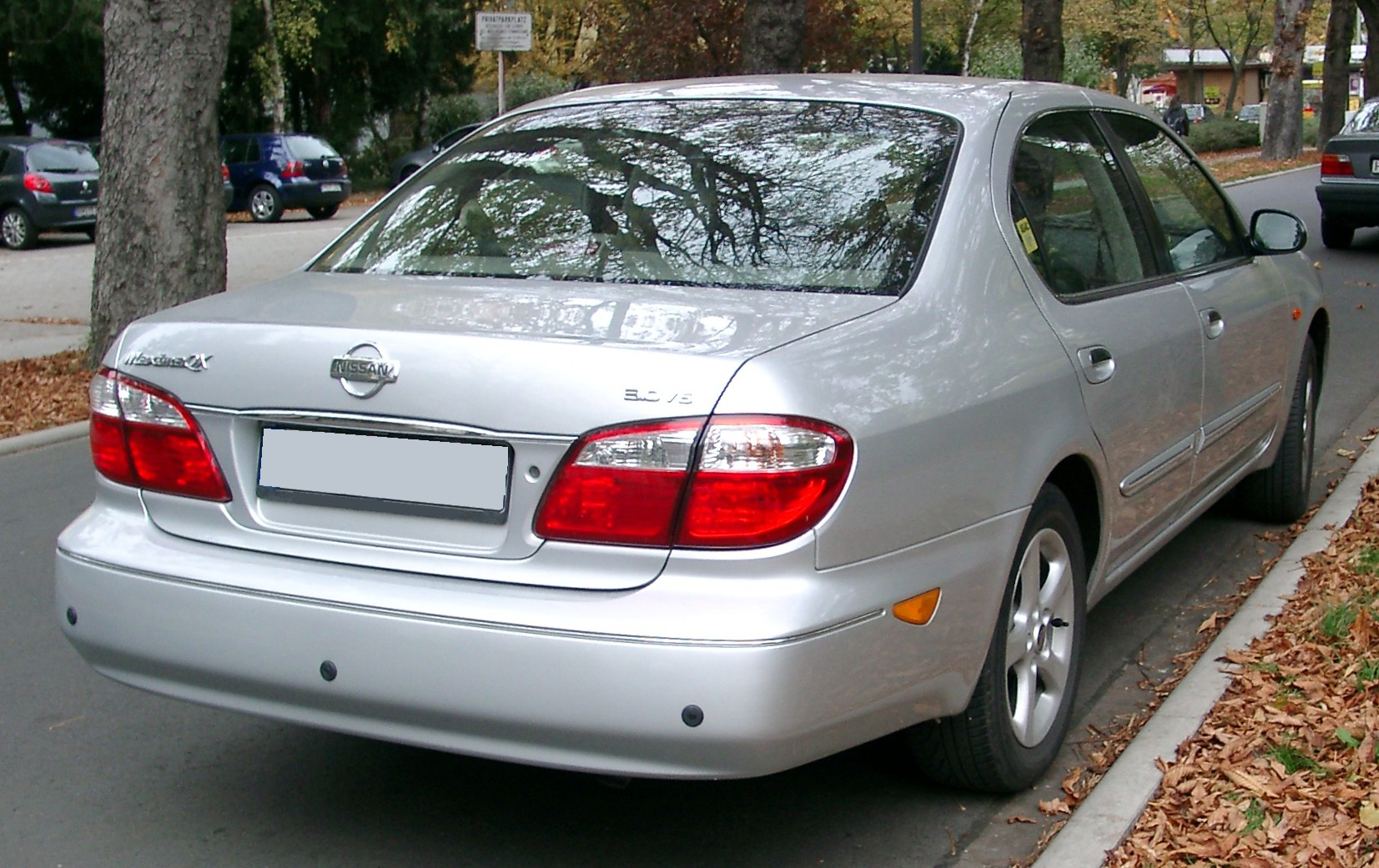
Nissan Maxima QX A33 (2000-2004)

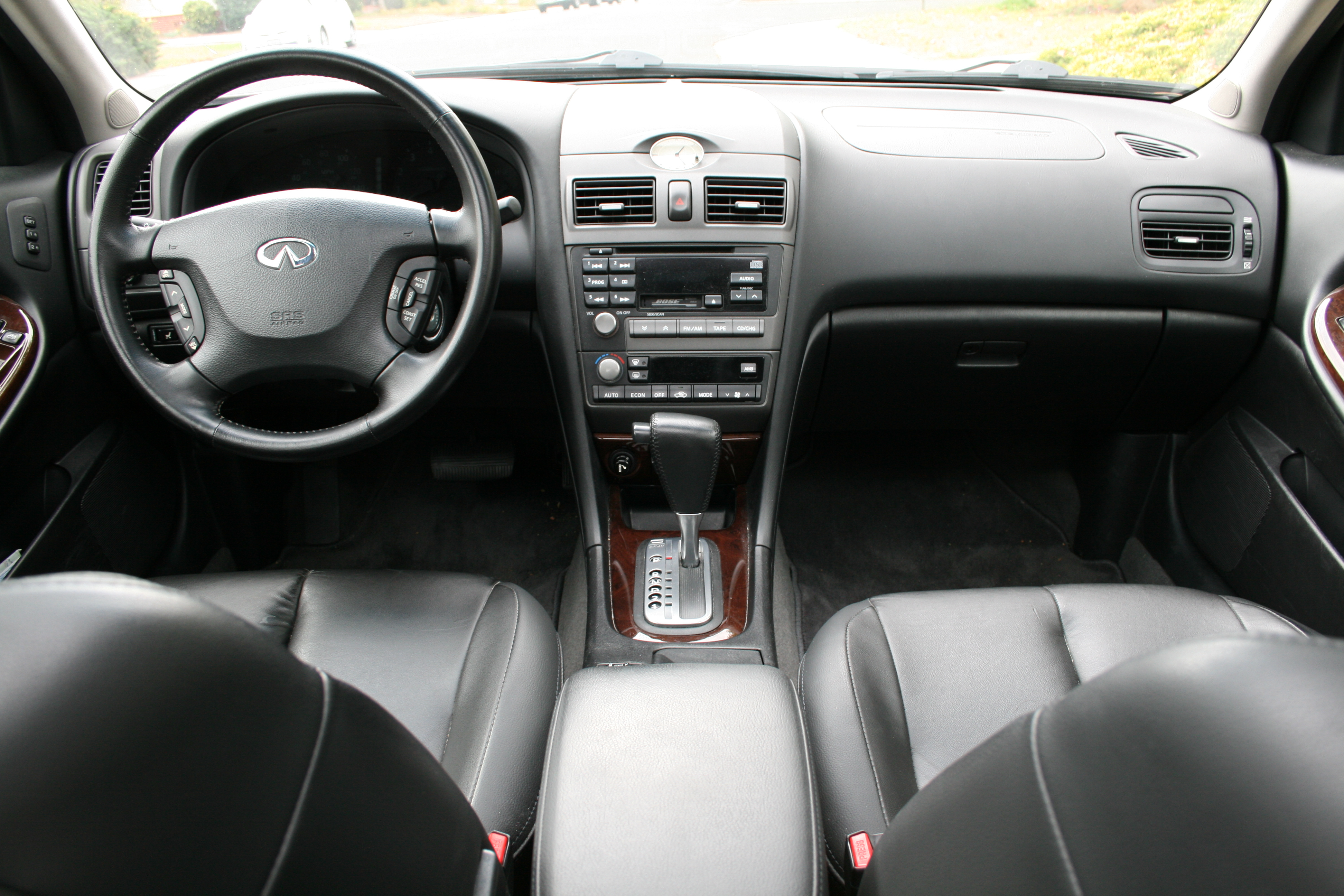
Салон Infiniti I30

П'яту (рахуючи Bluebird) генерацію седана Nissan Maxima (і друге покоління серії QX), для європейського ринку, пред'явили публіці на Женевському мотор-шоу 2000 року. Як і раніше іменована на батьківщині Nissan Cefiro, машина поставлялася в США ще й як Infiniti I з двигунами V6 3.0 (2000-2001) і 3.5 (2002-2004).
Автомобіль відрізняється більш високим рівнем безпеки, кращими динамічними характеристиками і пропонованим устаткуванням, зберігши при цьому головне свою перевагу - нижчу ціну в порівнянні з європейськими конкурентами.
Для нової моделі був заново розроблений кузов, розміри якого зросли, а стиль став ближчим двом іншим новинкам - автомобіль Primera і Almera. У новому автомобілі колісна база збільшена з 2700 до 2750 мм, габаритна довжина кузова - з 4770 до 4920 мм, висота збільшилася на 20 мм, а ширина - на 10 мм. Завдяки цьому збільшився простір пасажирського салону. Структурна жорсткість нового кузова збільшена на 30%, що забезпечило більшу жорсткість місць кріплення елементів підвіски. На новій моделі збереглася передня підвіска Мак-Ферсон, а в конструкцію задньої багатоважільної незалежної підвіски були внесені зміни, завдяки яким ще більш підвищилася стійкість автомобіля і комфорт при русі, знизився рівень шумів.
При створенні інтер'єру Nissan Maxima QX II інженери і стилісти компанії Nissan приділили особливу увагу комфортабельності і простоті використання. Інтер'єр зазнав змін: стало елегантнішим оздоблення, збільшилась місткість салону і підвищилась безпека. За рахунок збільшення бази автомобіля вдалося забезпечити більший обсяг салону для пасажирів, особливо відстань від подушок сидіння до стелі, що забезпечує комфорт. Простір для ніг передніх і задніх пасажирів збільшився на 35 мм. Об'єм багажника збільшився на 18% і став 520 л - одним з найбільших у своєму сегменті. У ньому передбачено 10 точок для фіксування багажу і сітка з кріпленнями. Жорстко фіксує знаходиться в багажнику вантаж, ця сітка особливо корисна при перевезенні великогабаритних і нестандартних предметів, дозволяючи запобігти їх пошкодження. Спеціальний люк в спинці задніх сидінь дозволяє перевозити довгомірні предмети, наприклад, лижі. За рахунок низько розташованого порогу і широко відкривається кришки багажника доступ до нього став набагато легше. А для безпеки дверцята люка має замок, що дозволяє запобігти вторгненню в салон в випадку відкриття багажника.
Встановлювані на Maxima QX алюмінієві двигуни сімейства VQ, починаючи з 1994 р. вже кілька років поспіль входять в десятку найкращих двигунів, яка визначається незалежним американським журналом "Ward's Auto World", що є рекордом. 3,0 літровий 24 клапанний бензиновий двигун V6 сімейства VQ 2000 року може похвалитися більшою потужністю і моментом. Удосконалення воздухозаборної системи і системи газорозподілу призвело до збільшення потужності з 193 к.с. до 200 к.с. при 6400 об / хв. Крутний момент зріс з 255 Нм при 4000 об / хв до 271 при 3600 об / хв. Нова система впуску із змінними фазами газорозподілу дозволяє отримати більш високий крутний момент як на низьких, так і на середніх обертах двигуна, забезпечуючи відмінну динаміку автомобіля, а системи охолодження підтримують оптимальну температуру двигуна навіть при тривалій подорожі на високій швидкості. Потужність і крутний момент економічного 2,0 літрового двигуна залишилися колишніми (140 к.с.). У 2002 році американська версія Nissan Maxima отримала двигун 3,5 л VQ35DE потужністю 255 к.с. і крутним моментом 334 Нм.
Автомобіль оснащується спеціально розробленою чотириступінчастою автоматичною або п'ятиступінчастою механічною коробкою передач, при цьому на четвертій передачі гідротрансформатор блокується для економії палива. Автоматична 3-режимна 4-ступінчаста коробка передач забезпечує плавне прискорення та надає можливість вибрати один з трьох режимів їзди - звичайний, спортивний або зимовий залежно від дорожніх умов.
В Nissan Maxima QX особливе місце відіграє безпека. Міцний каркас безпеки і зони деформації Maxima QX в поєднанні з подушками безпеки, активними підголовниками і енергопоглинаючі матеріали даху надійно захистять пасажирів. Активні підголівники, що встановлюються в комплекті з бічними подушками безпеки істотно знижують ризик травми шиї. При зіткненні вони висуваються вгору і вперед для підтримки голови і шиї. Передні і бічні подушки безпеки входять в стандартну комплектацію Maxima QX. Задні сидіння мають три підголовники і три триточкових ременя безпеки, оснащеними преднатяжителями з обмежувачами тиску. Переднатягувачі моментально натягують ремінь у разі фронтального удару, якщо миттєве уповільнення перевищить встановлені межі, а обмежувачі тиску не дають ременів безпеки нанести травму. В обробці салону використання стійкі до загоряння матеріали.
Стійкість і хороша керованість поряд з удосконаленою гальмівною системою складають систему активної безпеки. Системи ABS і EBD стежать за кожним колесом, запобігаючи блокування та забезпечуючи керованість для виконання маневрів, що дозволяють уникнути аварії. Стандартна 4-х канальна АБС діє на передні (вентильовані) і задні дискові гальма. Діаметри передніх і задніх гальмівних циліндрів були збільшені - на 2,3 мм і 4,2 мм відповідно.

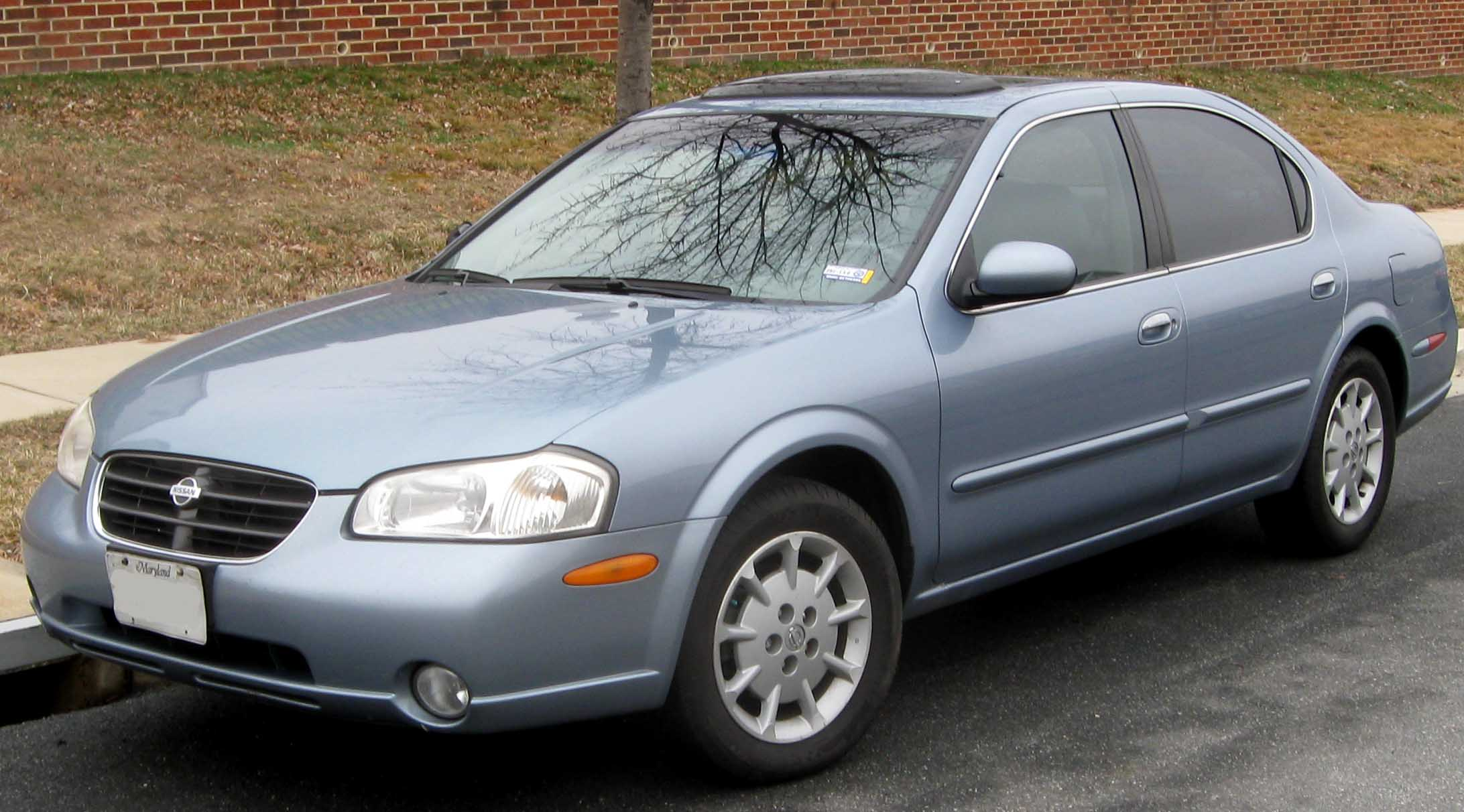
Nissan Maxima A33 для ринку США (2000-2001)
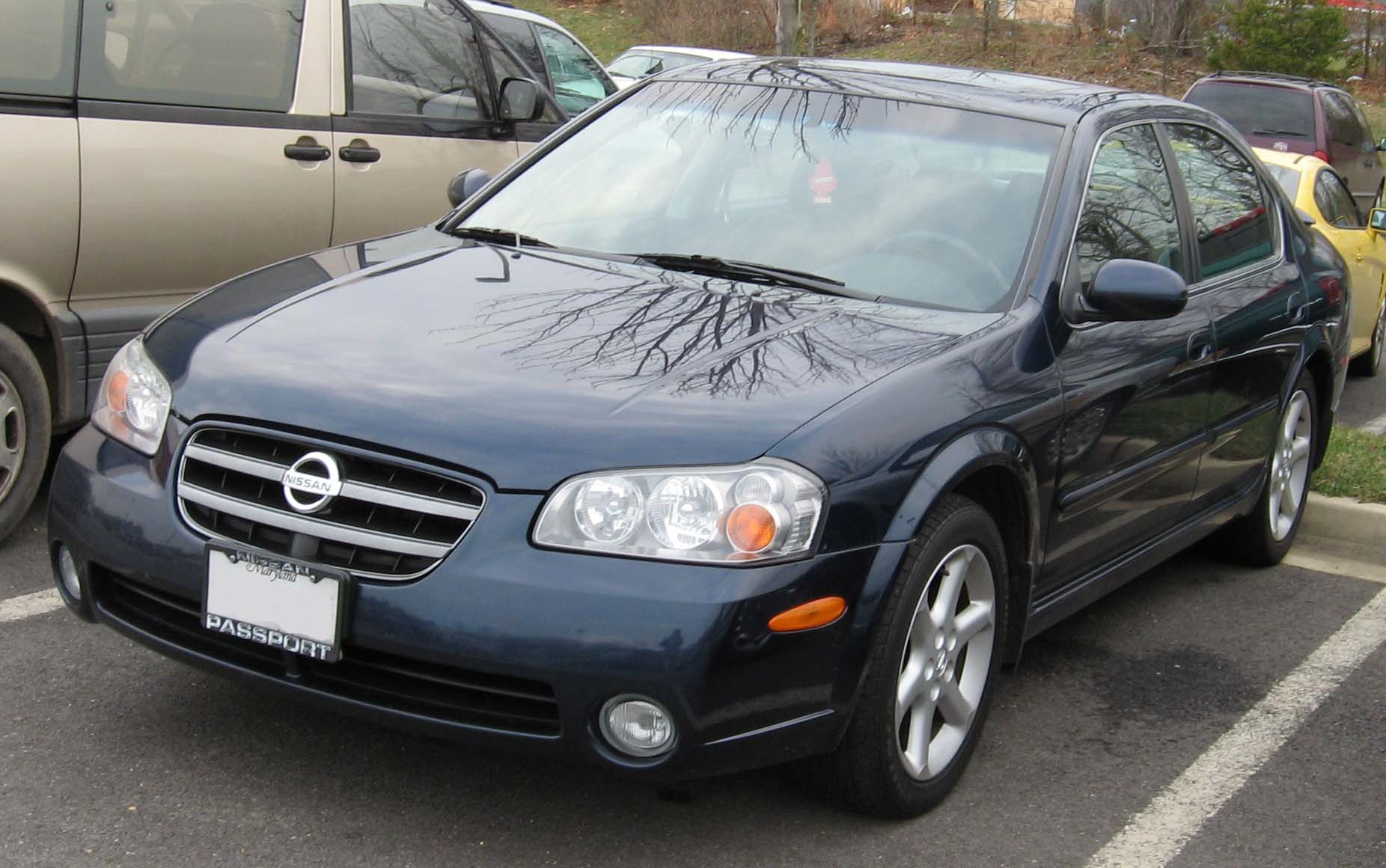
Nissan Maxima A33 для ринку США (2002-2003)

### Двигуни
- 2.0 л VQ20DE V6
- 2.5 л VQ25DE V6
- 2.5 л VQ25DD V6
- 3.0 л VQ30DE-K V6
- 3.5 л VQ35DE V6

## Nissan Maxima A34 (2004-2008)

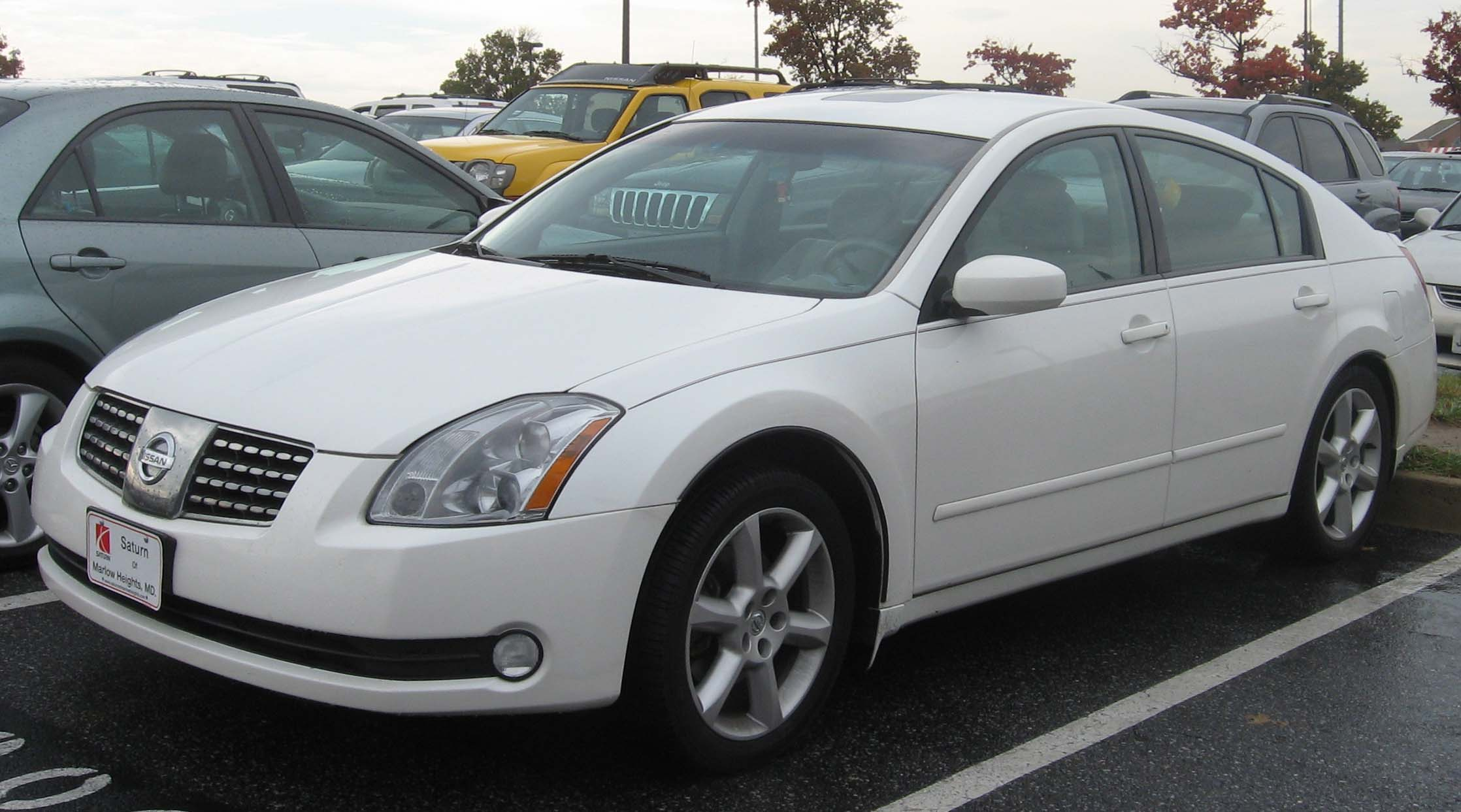
Nissan Maxima A34 (2004-2006)

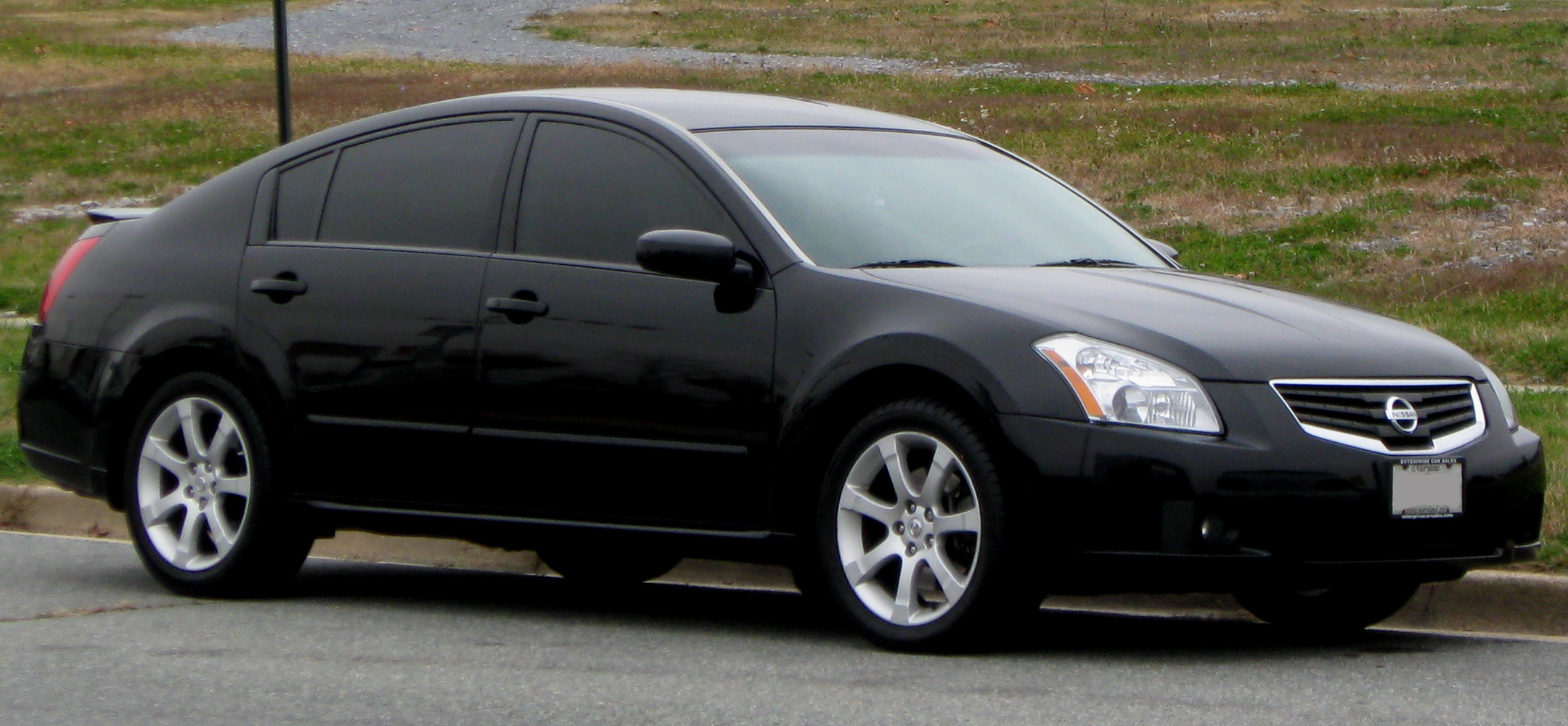
Nissan Maxima A34 (2007-2008)

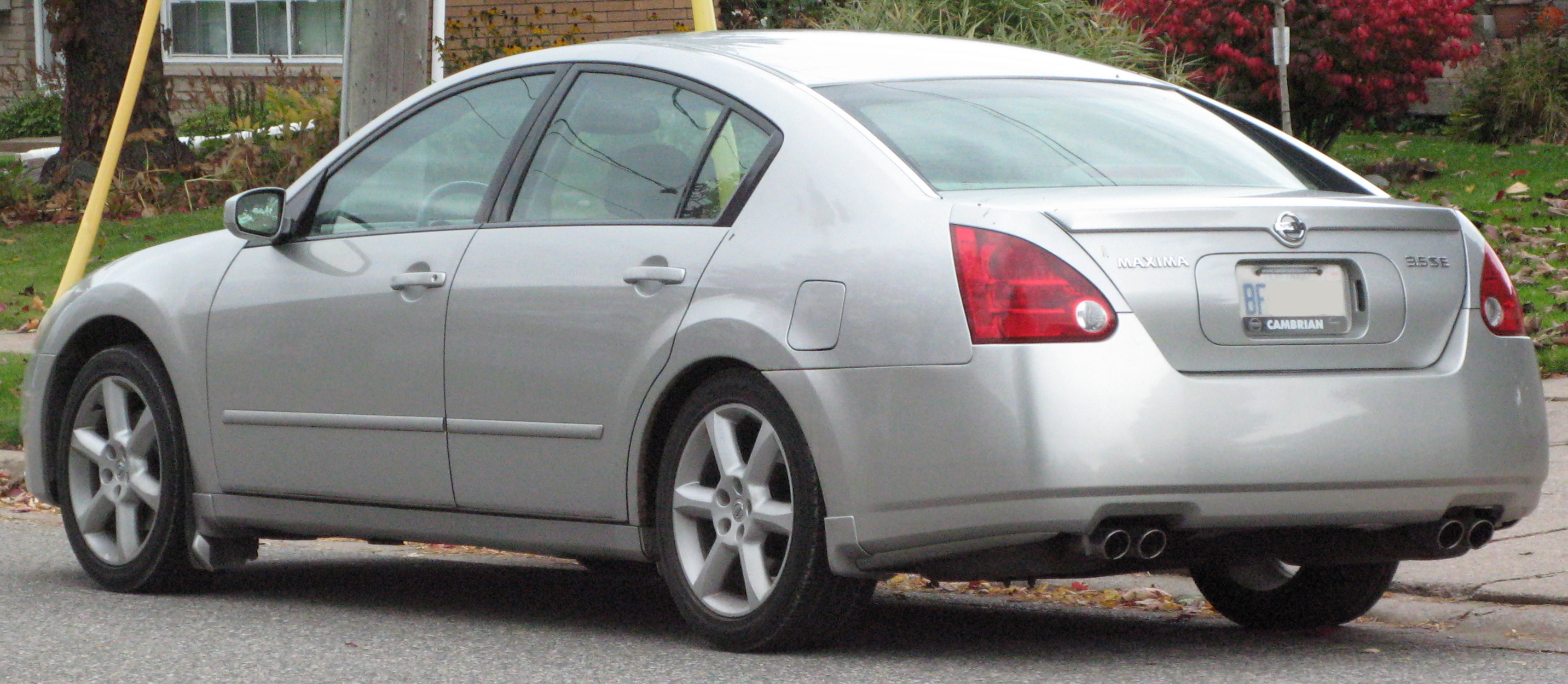

У 2004 році представлене наступне покоління Nissan Maxima. З цього моменту автомобіль продавався тільки на американському ринку. На європейському ринку Nissan Maxima замінила Nissan Teana. Nissan Maxima A34 оснащалась виключно 3,5 л VQ35DE V6 DOHC потужністю 265 к.с. при 5800 об/хв і крутним моментом 346 Нм при 4400 об/хв.
У 2007 році модель модернізували, змінивши фари, бампери, решітку радіатора і рівень оснащення.

### Двигун
- 3.5 л VQ35DE V6

## Nissan Maxima A35 (2008-2015)

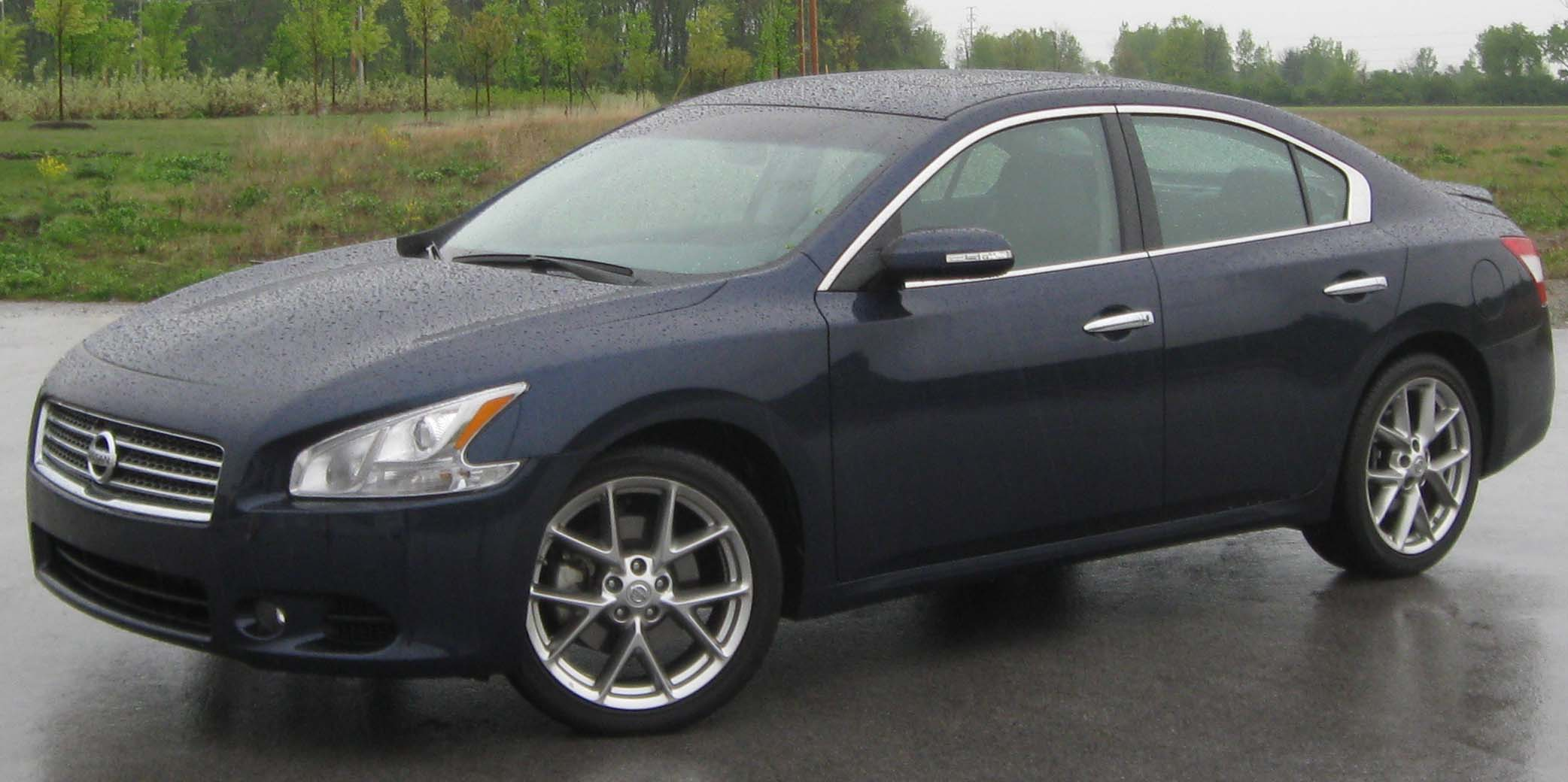
Nissan Maxima A35

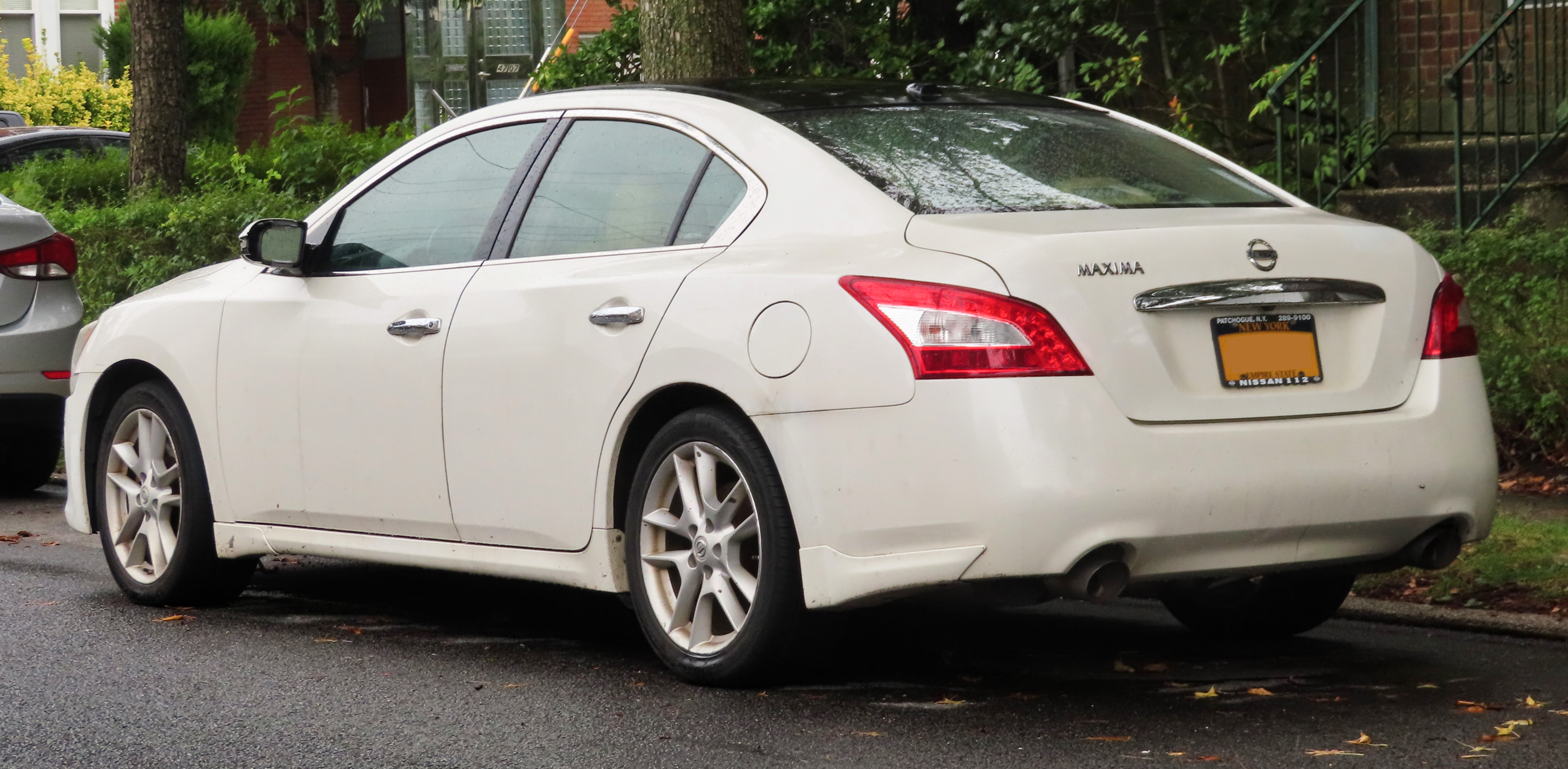

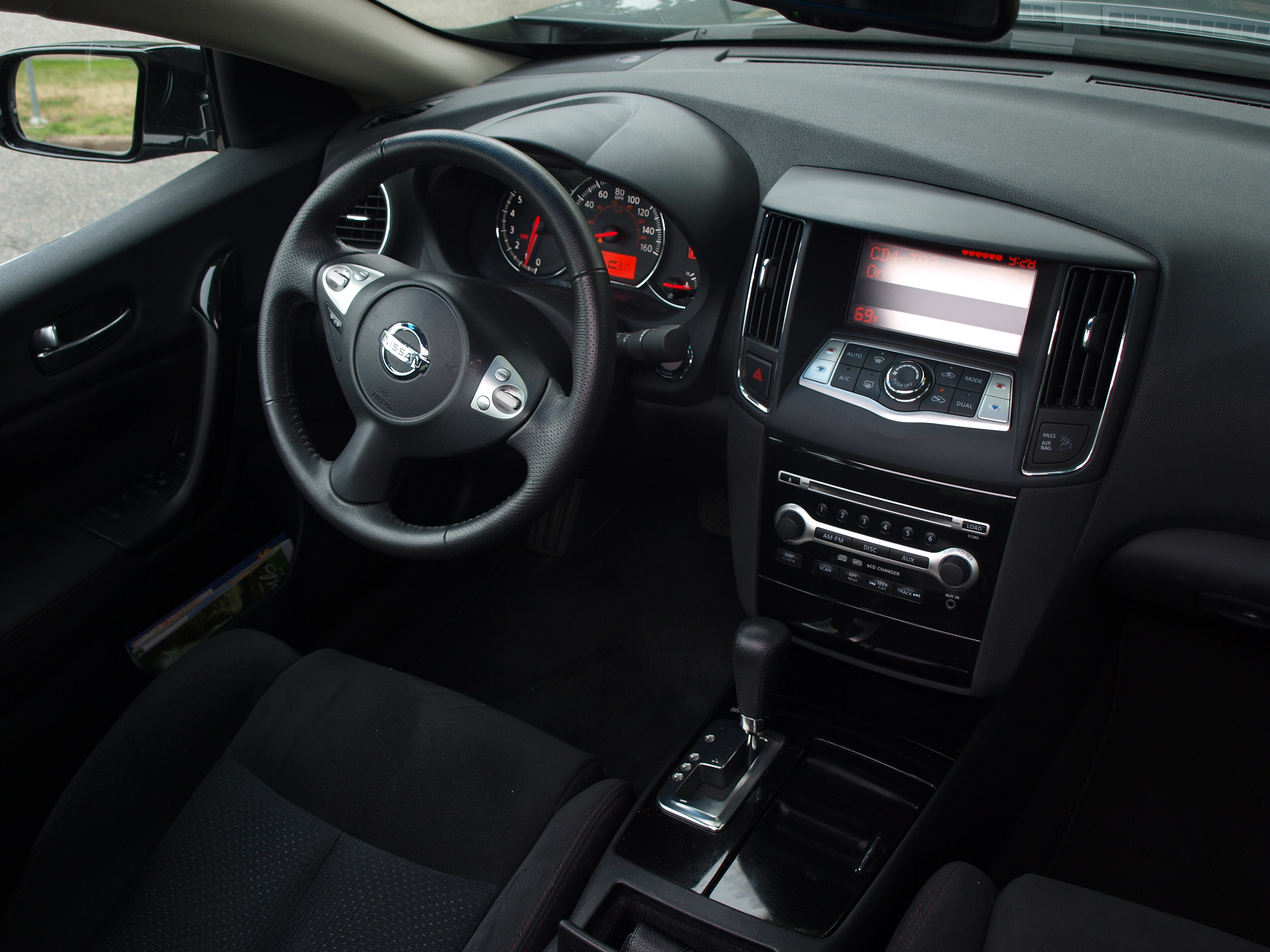
Nissan Maxima A35

В березні 2008 року на Нью-Йоркському автосалоні представлене нове покоління Nissan Maxima з двигуном 3,5 л V6 VQ35DE, потужністю 290 к.с. і крутним моментом 354 Нм.

### Двигун
- 3.5 л VQ35DE V6

## Nissan Maxima A36 (2015-2023)

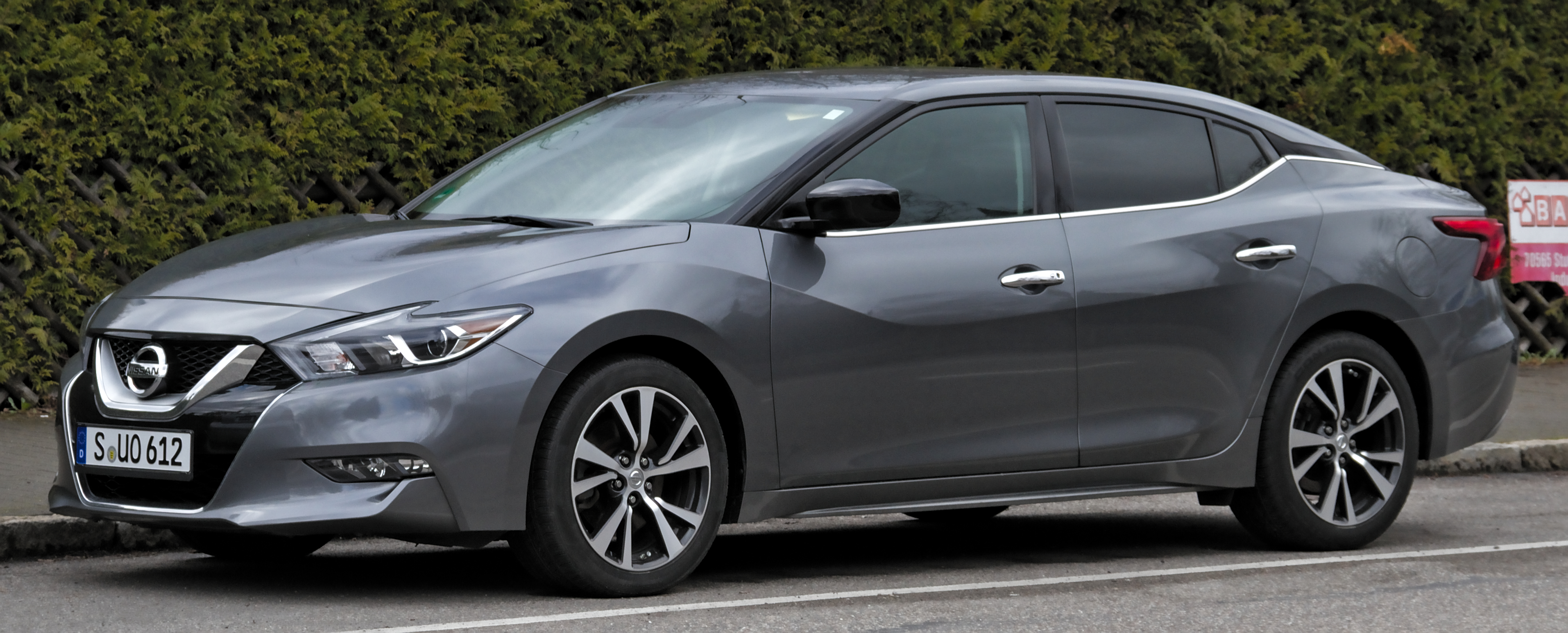
Nissan Maxima A36 (2015-2020)

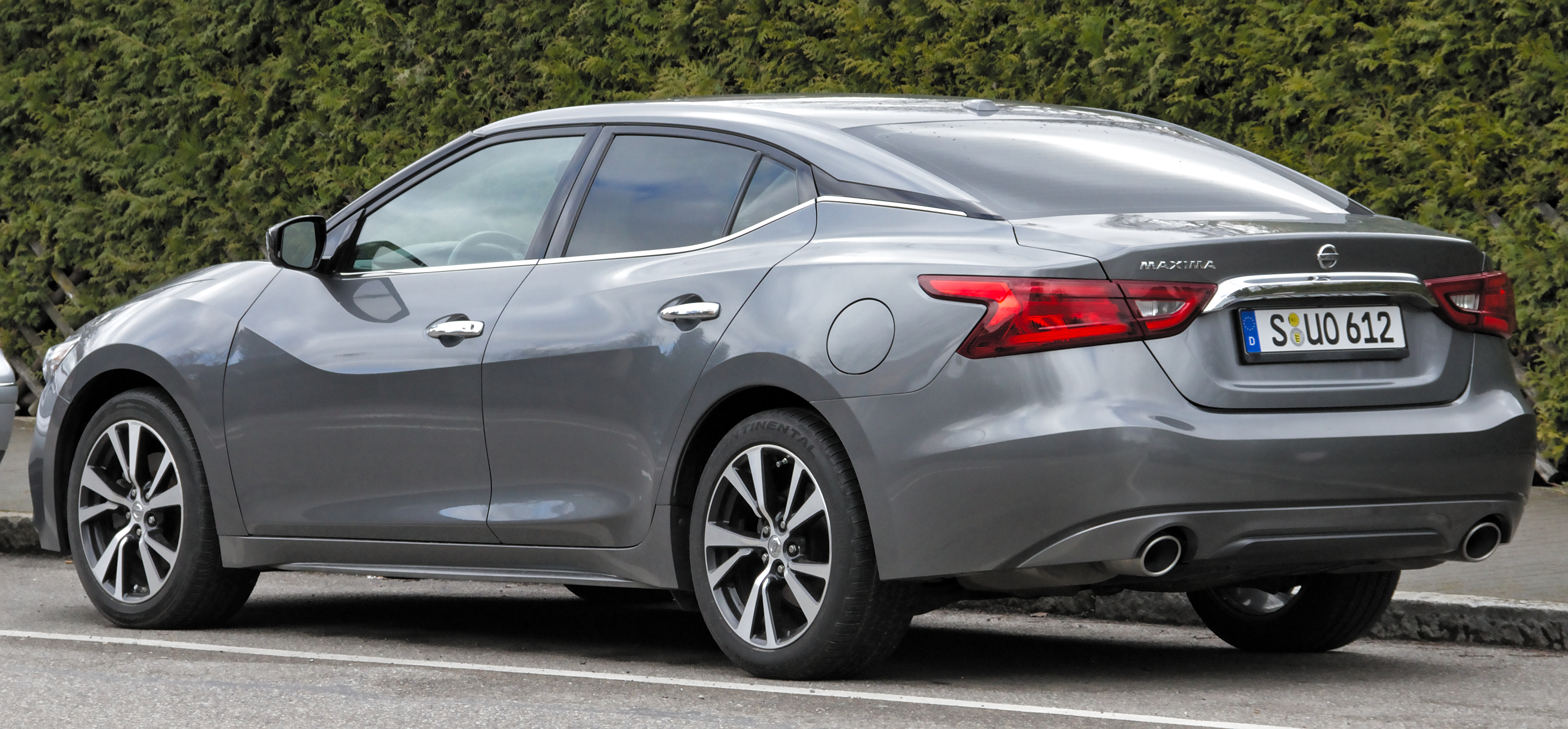
Nissan Maxima A36

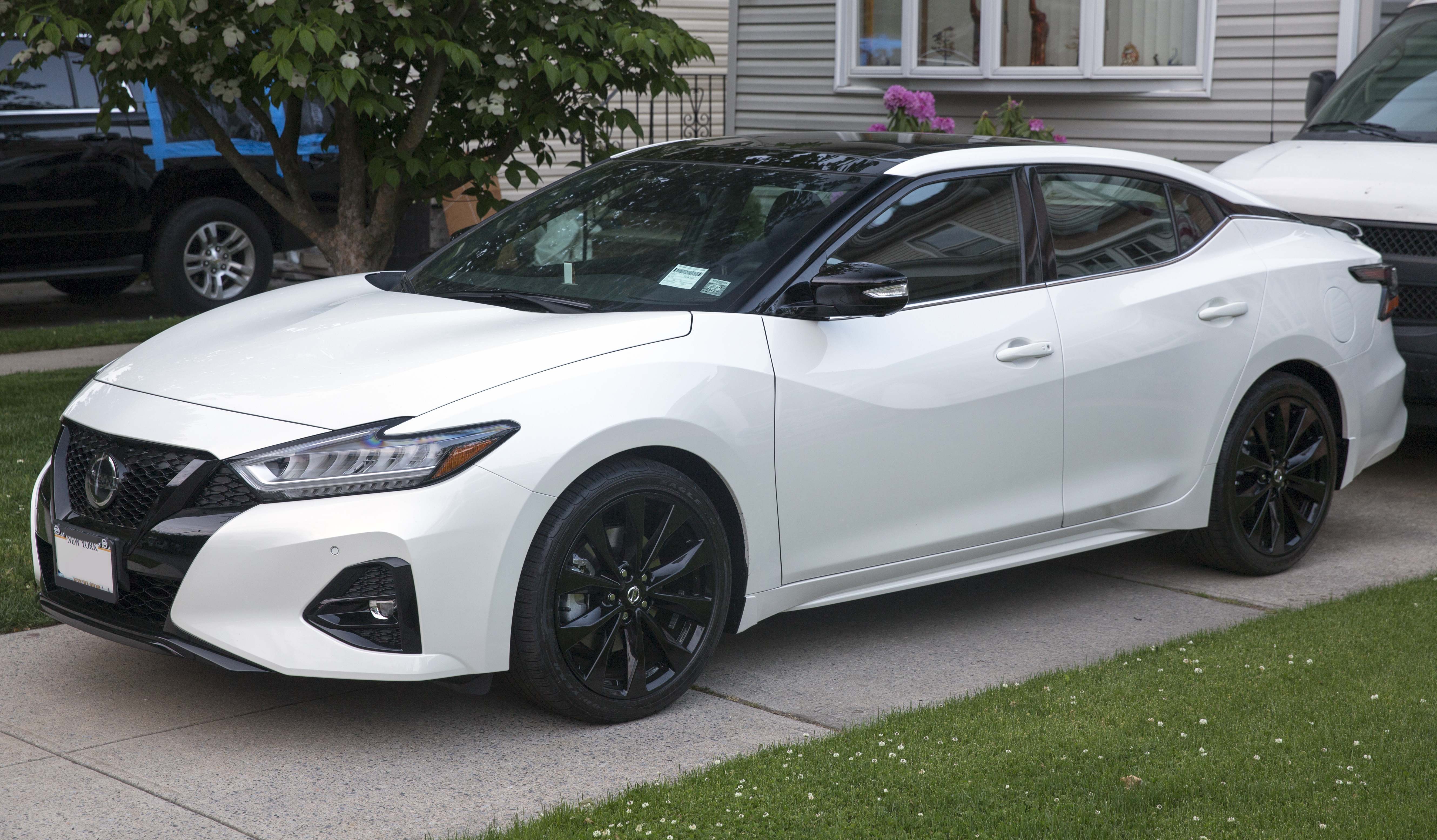
Nissan Maxima A36 (з 2020)

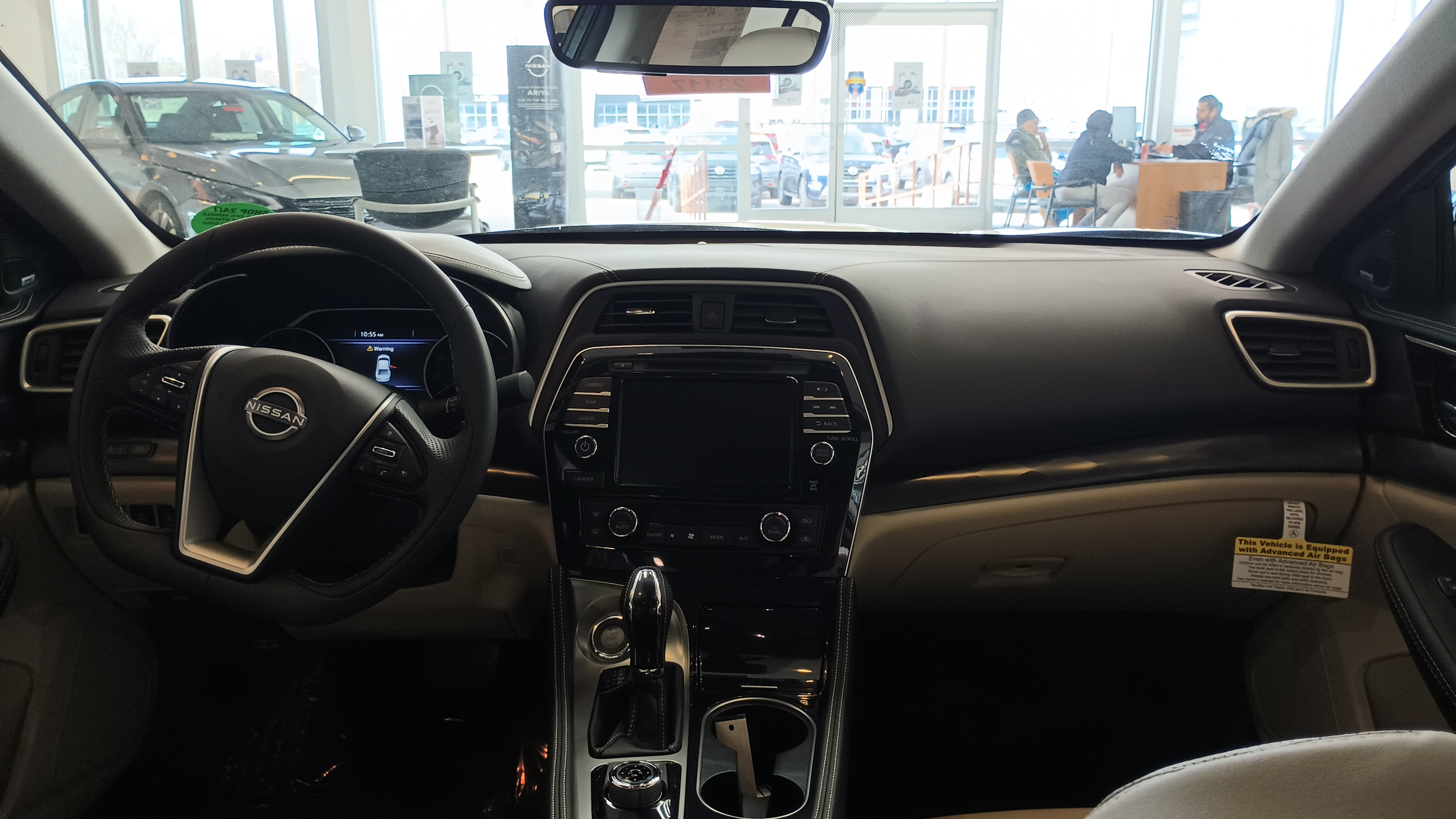

В квітні 2015 року на Нью-Йоркському автосалоні представлене нове покоління Nissan Maxima з двигуном 3,5 л V6 VQ35DE, потужністю 300 к.с. Початок продаж заплановано на 1 червня 2015 року.
Повністю оновлений в 2016 році седан флагманської серії Nissan Maxima, пропонує безліч ексклюзивних функцій, навіть в базових комплектаціях. Автомобіль оснащений системою пом'якшення ймовірного зіткнення, яка «спостерігає» за рухом 2 машин попереду.
Всі нові седани Maxima оснащені однаковим 3,5-літровим V6 двигуном, потужністю 300 к.с. і без ступінчастою автоматичною коробкою передач. Також стандартними є світлодіодні передні фари і задні ліхтарі. Навіть базова модель Maxima-S комплектується NissanConnect - 8-дюймовим сенсорним інформаційно-розважальним екраном і голосовим управлінням Google, а також Bluetooth і двома портами USB. Стандартними є сидіння водіїв з 8-позиційним регулюванням, круїз-контролем, кнопковим запалюванням і камерою заднього виду. Стандартна система безпеки має у своєму складі 6 подушок безпеки.
У 2020 році Nissan Maxima оновили. За потужність седана відповідає 3.5-літровий V6 двигун на 300 кінських сил і 354 Нм в парі з варіатором. Привід у Nissan Maxima тільки на передні колеса. Витрата пального на рівні 10.7 л/100км у міському, 7.8 л/100км у заміському і 9.4 л/100км у змішаному циклах. 
В оновленому Nissan Maxima став стандартним набір безпеки «Safety Shield 360». До нього увійшли моніторинг сліпих зон, попередження про перехресний рух позаду, попередження про виїзд за межі смуги руху, автоматичне дальнє світло, виявлення пішоходів та автоматичне екстрене гальмування. Усі Maxima отримали модуль «Integrated Dynamics Control» для покращення роботи шасі.
Передні сидіння стандартно оснащені електроприводом. Додатково доступні підігрів і вентиляція передніх сидінь, функція пам’яті водійського сидіння, підігрів задніх крісел, кермо з налаштуваннями по куту і вильоту. Позаду передбачено два повних набори кріплень дитячих крісел LATCH. Багажник Nissan Maxima вміщує 396 літрів.
У 2021 році Nissan оновив список стандартного оснащення Maxima. Тепер в базовій комплектації є навігація, Wi-Fi, передні сидіння з підігрівом, шкіряний салон, а також функції адаптивного круїз-контролю та розпізнавання дорожніх знаків. Виробник прибрав з лінійки комплектацій версії S та SL, а також представив ювілейну модифікацію 40th Anniversary Edition.

### Двигуни
- 2.5 л QR25DE I4
- 3.5 л VQ35DE V6

## Зноски
1. 1 2 3 4 5 6  First-DRIVE: Мы узнали, где водится Nissan Teana с полным приводом [Архівовано 29 січня 2012 у Wayback Machine.] 23.07.2010
2. 1 2 3 4 5 6  Каталог Nissan Maxima [Архівовано 1 листопада 2010 у Wayback Machine.] 14.11.2010
3. 1 2 3 4 5  Nissan привёз в Нью-Йорк новую Maxima [Архівовано 25 листопада 2009 у Wayback Machine.] 14.11.2010
4. ↑  Как мы тестировали Nissan Maxima 2021 года. Automoto.ua. AutoMoto.ua (рос.). Архів оригіналу за 3 червня 2021. Процитовано 3 червня 2021.